# Arsenal F.C.
Câu lạc bộ bóng đá Arsenal (tiếng Anh: Arsenal Football Club, viết tắt: Arsenal F.C.) là một câu lạc bộ bóng đá chuyên nghiệp có trụ sở tại Holloway, Luân Đôn, Anh, hiện đang thi đấu tại Giải bóng đá Ngoại hạng Anh, giải đấu cấp cao nhất trong hệ thống bóng đá Anh. Arsenal đã giành được 13 chức vô địch quốc gia, 14 Cúp FA (kỷ lục), 2 Cúp Liên đoàn Anh, 1 Cúp Liên đoàn Thế kỷ, 16 Siêu cúp Anh, 1 Cúp UEFA và 1 Cúp Inter-Cities Fairs. Arsenal là câu lạc bộ có số trận thắng ở cấp cao nhất nhiều thứ hai trong lịch sử bóng đá Anh, và cũng là đội bóng Anh duy nhất cho đến nay vô địch quốc gia với thành tích bất bại qua 38 vòng đấu, nhận biệt danh The Invincibles (tiếng Việt: Đội bóng bất bại) và giành Cúp vàng Ngoại hạng Anh.
Arsenal trở thành câu lạc bộ đầu tiên ở miền Nam nước Anh tham gia The Football League vào năm 1893, trước khi bắt đầu thi đấu ở Giải Hạng nhất Anh năm 1904. Họ chỉ xuống hạng một lần năm 1913, và cho đến nay là đội bóng góp mặt ở giải đấu cấp cao nhất Anh trong khoảng thời gian dài nhất. Vào thập niên 1930, Arsenal đã giành 5 chức vô địch quốc gia Anh và 2 Cúp FA; sau Chiến tranh Thế giới II, họ giành thêm 2 chức vô địch quốc gia Anh và 1 Cúp FA. Mùa giải 1970–71, họ giành cú đúp vô địch quốc gia Anh và Cúp FA. Trong giai đoạn 1989–2005, họ giành thêm 5 chức vô địch quốc gia Anh và 5 Cúp FA, trong đó có hai cú đúp. Họ kết thúc thế kỷ XX với thứ hạng trung bình cao nhất.
Năm 1886, một nhóm công nhân làm việc tại nhà máy sản xuất đạn dược Woolwich đã thành lập đội bóng với tên gọi Dial Square. Năm 1913, đội chuyển đến sân vận động Arsenal ở Highbury và trở thành hàng xóm với Tottenham Hotspur, từ đó tạo nên những trận Derby Bắc Luân Đôn. Herbert Chapman là người đưa Arsenal đến với những danh hiệu quốc gia đầu tiên, nhưng không may qua đời sớm. Ông là người phát minh sơ đồ chiến thuật WM, phát kiến chơi bóng dưới ánh đèn cao áp, số áo thi đấu, chọn màu trắng cho tay áo và đỏ cho trang phục thi đấu của Arsenal. Arsène Wenger là huấn luyện viên tại vị lâu nhất và dẫn dắt câu lạc bộ giành được nhiều danh hiệu nhất. Ông giữ kỷ lục giành 7 Cúp FA, chuỗi trận thắng dài nhất trong lịch sử bóng đá Anh cùng chuỗi trận bất bại dài nhất với câu lạc bộ. Năm 2006, đội chuyển sang thi đấu tại sân vận động Emirates.
Arsenal là câu lạc bộ có doanh thu cao thứ sáu thế giới với 487,6 triệu Bảng trong mùa giải 2016–17. Dựa theo báo cáo về hoạt động truyền thông đại chúng từ mùa giải 2014–15, Arsenal có lượng cổ động viên nhiều thứ năm thế giới. Theo báo cáo của hãng kiểm toán KPMG năm 2018, Arsenal được định giá 2,102 tỷ EUR, xếp thứ ba trong danh sách các câu lạc bộ giá trị nhất nước Anh.

## Lịch sử

### 1886–1919: Đổi tên

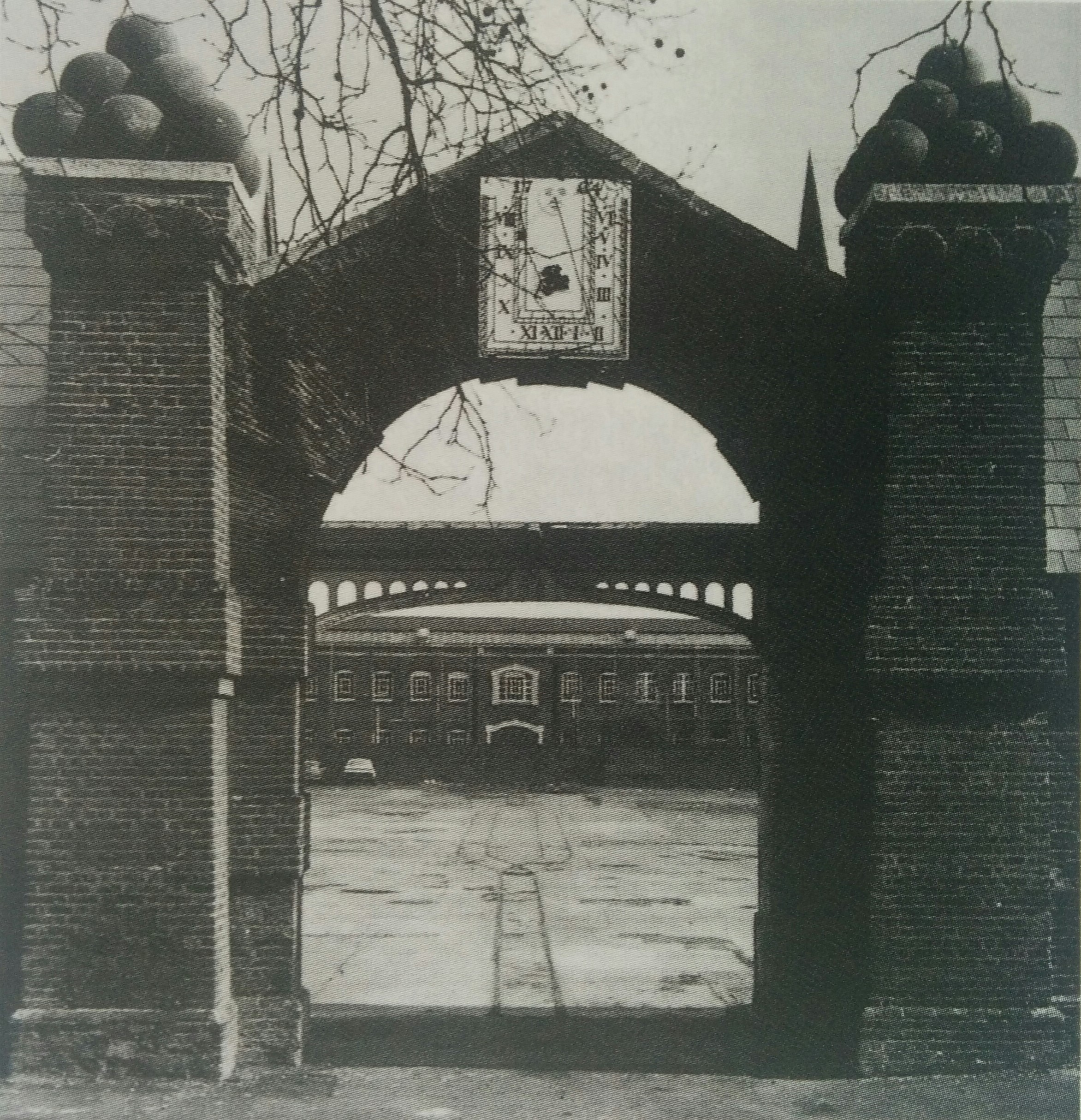
Nơi thành lập câu lạc bộ Dial Square, tiền thân của Arsenal

Vào ngày 1 tháng 12 năm 1886, một nhóm công nhân ở Woolwich, nay thuộc Đông Nam thủ đô Luân Đôn đã thành lập ra một đội bóng đá lấy tên là Dial Square; ngay sau đó được đổi tên thành Royal Arsenal và chọn David Danskin làm đội trưởng. Câu lạc bộ đã giành được hai danh hiệu đầu tiên vào năm 1890 và 1891; đây cũng là những danh hiệu duy nhất mà Arsenal đạt được khi còn thi đấu ở Đông Nam thủ đô Luân Đôn.
Năm 1893, đội bóng đổi tên thành Woolwich Arsenal sau khi trở thành một công ty trách nhiệm hữu hạn. Cùng năm này, Woolwich Arsenal trở thành đội bóng đầu tiên ở khu vực phía Nam tham dự The Football League, bắt đầu từ Giải Hạng nhì Anh, rồi lên hạng nhất lần đầu năm 1904. Do vị trí địa lý không phù hợp, đội bóng có rất ít khán giả so với các câu lạc bộ khác. Vì thế, năm 1910, công ty sở hữu câu lạc bộ lâm vào khó khăn và phá sản, nhưng đó cũng là lúc mà tỷ phú Henry Norris và doanh nhân William Hall đến với câu lạc bộ. Ông bắt đầu tìm cách di chuyển vị trí và trụ sở đội bóng.
Năm 1913, sau khi bị rớt xuống hạng hai, đội bóng vượt sông Thames di chuyển lên phía Bắc Luân Đôn, lấy sân vận động Highbury làm sân nhà, chính thức lấy tên câu lạc bộ là The Arsenal. Năm 1919, The Football League tổ chức bỏ phiếu, qua đó đưa The Arsenal lên hạng nhất mùa kế tiếp, thay cho đội bóng cùng thành phố Tottenham, mặc dù đội chỉ xếp thứ sáu Giải Hạng nhì Anh mùa giải tiền chiến 1914–15. Một số sách cho rằng kết quả cuộc bầu cử chia lại suất chơi hạng nhất này không rõ ràng. Năm kế tiếp, câu lạc bộ bỏ mạo từ "The" trong "The Arsenal" trong các văn kiện chính thức, cũng là tên gọi được sử dụng cho tới ngày nay.

### 1919–1953: Câu lạc bộ thuộc Ngân hàng Anh

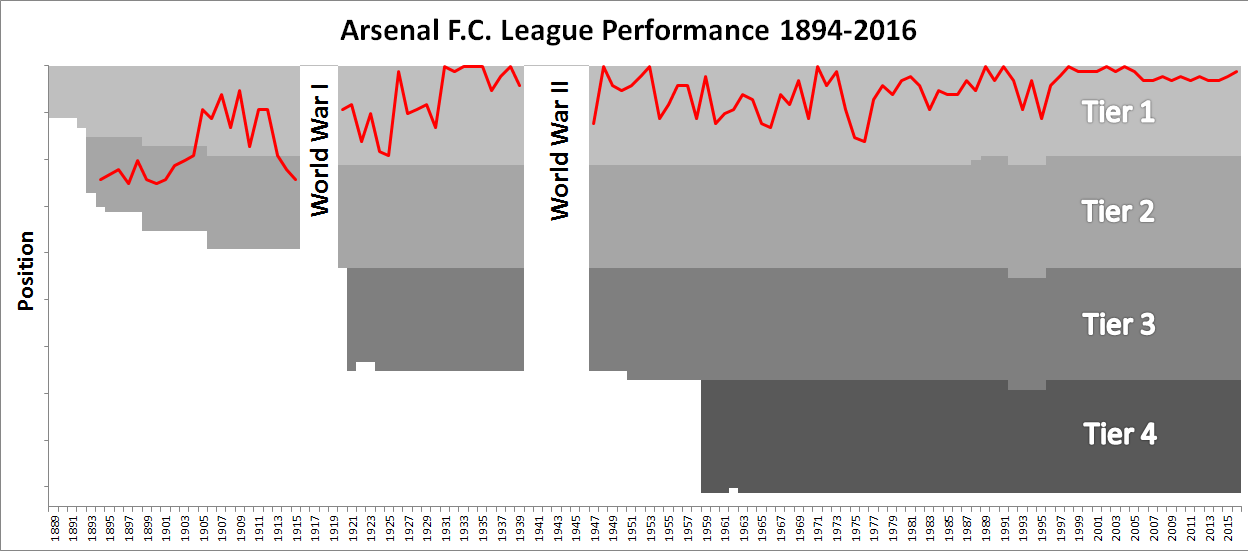
Biểu đồ thành tích của Arsenal kể từ mùa giải 1893–94

Sau khi được thăng hạng, ngân sách của câu lạc bộ đã tăng trưởng nhanh và lượng người hâm mộ cũng theo đó gia tăng. Năm 1925, Arsenal bổ nhiệm Herbert Chapman làm huấn luyện viên trưởng. Sau khi dẫn dắt Huddersfield Town giành chức vô địch quốc gia mùa giải 1923–24 và 1924–25, Chapman đã đưa Arsenal bước vào giai đoạn đầu tiên của những thành công lớn. Với phương thức huấn luyện đúng đắn cùng với những bản hợp đồng với các cầu thủ ngôi sao như Alex James và Cliff Bastin, ông đã đặt nền tảng cho sự thống trị của Arsenal trong nền bóng đá Anh vào những năm 1930. Dưới sự dẫn dắt của Chapman, Arsenal đã giành được chức vô địch giải đấu lớn đầu tiên - chiếc Cúp FA năm 1930; và sau đó là hai chức vô địch quốc gia vào mùa giải 1930–31 và 1932–33. Nhờ ông, năm 1932, nhà ga tàu điện ngầm Gillespie Road được đổi tên thành Arsenal, đây là trường hợp đặc biệt khi một nhà ga mang tên một câu lạc bộ bóng đá.
Chapman bị chứng viêm phổi và đột ngột qua đời năm 1934. Sau đó, Joe Shaw và George Allison tiếp tục công việc của Chapman rất thành công. Dưới sự huấn luyện của họ, Arsenal đã giành được thêm ba chức vô địch quốc gia, 1933–34, 1934–35 và 1937–38; và chiếc Cúp FA 1936, trong khi họ cũng được biết đến như là "Chảo lửa của các câu lạc bộ Anh". Về cuối thập kỷ, một loạt cầu thủ chủ chốt bắt đầu dừng thi đấu do ảnh hưởng từ cuộc Chiến tranh Thế giới II, và tiếng tăm của Arsenal phần nào bị lu mờ do bóng đá Anh nghỉ thi đấu. Sau chiến tranh, Arsenal có khoảng thời gian thành công thứ hai cùng với huấn luyện viên Tom Whittaker khi giành hai chức vô địch quốc gia 1947–48 và 1952–53 cùng một Cúp FA mùa giải 1949–50.

### 1953–1986: Thời kỳ đi xuống, Mee và Neill

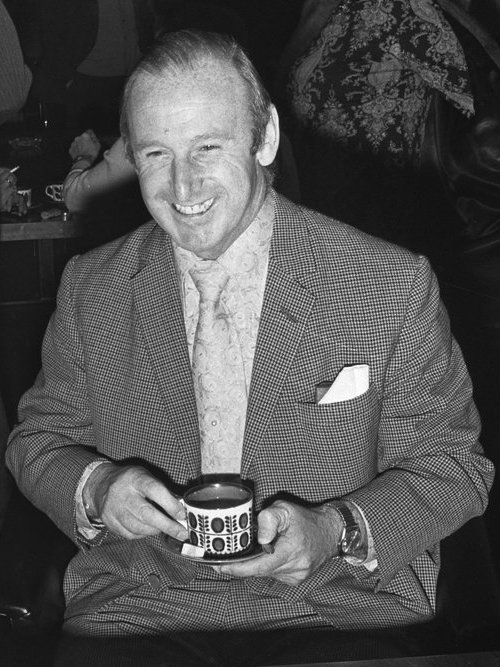
Bertie Mee năm 1972

Sau năm 1953, Arsenal bắt đầu thi đấu sa sút và không còn thu hút cầu thủ như những năm 1930. Câu lạc bộ chỉ là một đội bóng hạng trung trong hai thập kỷ 1950 và 1960. Ngay cả cựu đội trưởng tuyển Anh Billy Wright không thể mang lại cho câu lạc bộ có được danh hiệu nào với chức danh huấn luyện viên trưởng, trong thời gian từ năm 1962 đến năm 1966.
Năm 1966, Arsenal bổ nhiệm Bertie Mee làm huấn luyện viên trưởng. Sau khi thua hai trận chung kết Cúp Liên đoàn Anh, người đàn ông từng là một nhà vật lý trị liệu này đã giúp Arsenal giành chiếc cúp châu Âu đầu tiên, Inter-Cities Fairs Cup vào mùa giải 1969–70. Mùa giải kế tiếp, Arsenal đã giành cú đúp danh hiệu đầu tiên trong lịch sử: Giành chức vô địch quốc gia và FA Cup. Đây đánh dấu một mốc son chói lọi của Arsenal trong đầu thập kỷ; mùa giải sau đó, Arsenal chỉ về nhì ở FA Cup và đứng thứ hai ở giải vô địch quốc gia vào năm 1973.
Sau mùa giải 1975–76, Bertie Mee từ chức. Terry Neill được ban lãnh đạo Arsenal bổ nhiệm vào vị trí huấn luyện viên trưởng vào ngày 9 tháng 7 năm 1976 khi mới 34 tuổi, và trở thành huấn luyện viên trẻ nhất trong lịch sử Arsenal cho đến nay. Với các bản hợp đồng ký với các cầu thủ Malcolm Macdonald và Pat Jennings, và các tài năng trẻ như Liam Brady và Frank Stapleton, đội bóng lại đi đến những thành công kể từ năm 1971. Họ liên tiếp lọt vào các trận chung kết FA Cup vào các năm 1978, 1979 và 1980; trong đó họ giành được một chức vô địch FA sau trận chung kết kịch tính thắng Manchester United 3–2 năm 1979. Mùa giải tiếp theo, họ giành vị trí á quân European Cup Winners' Cup, sau khi để thua sau loạt sút luân lưu.

### 1986–2018: Graham và Wenger
Sự trở lại của cựu cầu thủ George Graham trên cương vị huấn luyện viên vào năm 1986 đã đem đến giai đoạn phục hưng thứ ba cho câu lạc bộ. Arsenal đoạt Cúp Liên đoàn Anh vào năm 1987, mùa giải đầu tiên mà Graham dẫn dắt đội bóng. Mùa giải 1988–89, Arsenal giành chức vô địch quốc gia sau trận thắng một cách nghẹt thở trước Liverpool với bàn thắng ở phút cuối cùng. Với duy nhất một trận thua, họ đã bảo vệ thành công chức vô địch quốc gia mùa giải sau đó. Arsenal cũng đã giành cú đúp danh hiệu FA Cup và Cúp Liên đoàn Anh vào mùa giải 1992–93. Họ đã giành chiếc cúp thứ hai trên đấu trường châu Âu vào năm 1994, với danh hiệu UEFA Cup Winner's Cup, khi thắng Parma F.C. trong trận chung kết với bàn thắng duy nhất của Alan Martin Smith. Uy tín của Graham đã bị lu mờ khi dính vào một số bê bối trong chuyển nhượng cầu thủ. Graham bị sa thải năm 1995, mặc dù đem đến nhiều thành công cho câu lạc bộ. Người kế tiếp Graham, Bruce Rioch, chỉ huấn luyện một mùa, rời câu lạc bộ sau một bất đồng với ban lãnh đạo.

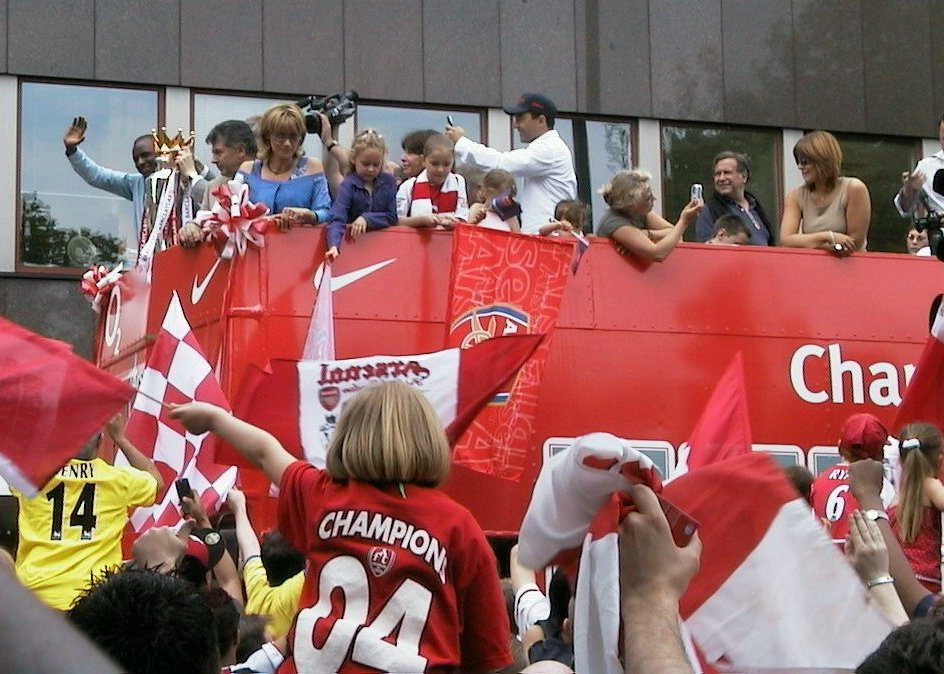
Các cầu thủ và cổ động viên Arsenal diễu hành ăn mừng chức vô địch năm 2004

Vào những năm cuối thập niên 1990 và đầu thập niên 2000, Arsenal đã có những thành công lớn mà một phần bởi quyết định ký hợp đồng với huấn luyện viên nước ngoài đầu tiên trong lịch sử câu lạc bộ, Arsène Wenger từ ban lãnh đạo Arsenal vào ngày 30 tháng 9 năm 1996. Wenger đã có những thay đổi táo bạo trong chiến thuật, chế độ ăn uống, cách huấn luyện và chính sách chuyển nhượng. Ông đã đưa một số cầu thủ nước ngoài vào thi đấu cũng như đào tạo các cầu thủ trẻ người Anh. Arsenal đoạt cú đúp Ngoại hạng Anh và Cúp FA mùa giải 1997–98; cùng với cú đúp mùa giải 2001–02. Ngoài ra, câu lạc bộ lọt đến trận chung kết của UEFA Cup 1999–2000 (thua sau loạt đá luân lưu 11m trước Galatasaray) và đoạt Cúp FA vào các năm 2003, 2005. Đặc biệt là chức vô địch Ngoại hạng Anh mùa giải 2003–04 với trọn vẹn 38 trận bất bại (26 trận thắng, 12 trận hòa); từ đó các cổ động viên đặt cho họ biệt danh The Invincibles. Đó là một phần trong chuỗi 49 trận bất bại của Arsenal tại Giải bóng đá Ngoại hạng Anh kể từ ngày 7 tháng 5 năm 2003 đến ngày 24 tháng 10 năm 2004, một kỷ lục của bóng đá Anh.

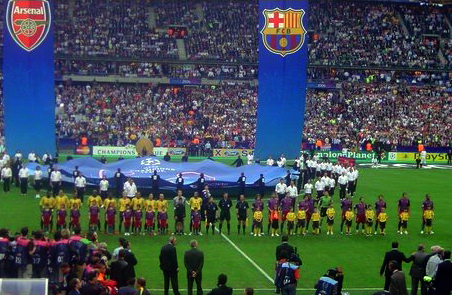
Trận chung kết Champions League năm 2006 với FC Barcelona, giúp Arsenal trở thành đội bóng Luân Đôn đầu tiên lọt vào một trận chung kết cúp C1

Arsenal đã giành được vị trí thứ nhất hoặc thứ nhì trong 11 mùa giải đầu tiên do Wenger dẫn dắt, tuy nhiên ở các mùa giải tiếp theo họ đã không thể hoàn thành được điều này. Tính đến tháng 7 năm 2013, họ là một trong năm đội, cùng với các đội khác là Manchester United, Blackburn Rovers, Chelsea và Manchester City, vô địch Ngoại hạng Anh kể từ khi thành lập vào năm 1992. Arsenal chưa bao giờ tiến xa hơn vòng tứ kết của UEFA Champions League cho đến mùa giải 2005–06; mùa giải mà họ trở thành đội bóng đầu tiên đến từ Luân Đôn trong lịch sử năm mươi năm của giải đấu lọt đến trận chung kết, và thua 1–2 trước Barcelona. Vào tháng 7 năm 2006, họ chuyển đến sân Emirates, sau 93 năm thi đấu trên sân Highbury.
Họ vào đến hai trận chung kết Cúp Liên đoàn Anh năm 2007 và 2011, nhưng đều thua với cùng tỷ số 1–2 trước Chelsea và Birmingham. Arsenal trải qua chuỗi 9 năm không có danh hiệu kể từ năm 2005 cho đến ngày 17 tháng 5 năm 2014, khi đánh bại Hull City trong trận chung kết Cúp FA, trận đấu họ bị dẫn 0–2 để rồi lội ngược dòng đánh bại Hull với tỷ số 3–2. Ngày 10 tháng 8 năm 2014, Arsenal đánh bại Manchester City 3–0 trong trận Siêu cúp Anh 2014. 9 tháng sau khi giành Siêu cúp Anh 2014, Arsenal đã xuất hiện trong trận chung kết FA Cup năm thứ hai liên tiếp, và họ đã bảo vệ thành công chức vô địch khi đánh bại Aston Villa 4–0 trong trận chung kết vào ngày 30 tháng 5 năm 2015 và trở thành câu lạc bộ thành công nhất trong lịch sử giải đấu với 12 danh hiệu, kỷ lục mà Manchester United sẽ cân bằng ở mùa bóng kế tiếp. Ngày 2 tháng 8 năm 2015, Arsenal đánh bại Chelsea 1–0 trên sân vận động Wembley để giành Siêu cúp Anh 2015, danh hiệu siêu cúp thứ 14 trong lịch sử của họ. Mùa giải 2015–16, Arsenal chỉ giành á quân giải Ngoại hạng Anh khi kém Leicester City 10 điểm. Sau đó Arsenal tiếp tục vô địch Cúp FA lần thứ 13 khi đánh bại Chelsea trong trận chung kết năm 2017 và một lần nữa trở thành kỷ lục gia về số danh hiệu Cúp FA. Chiến thắng cũng giúp Wenger trở thành huấn luyện viên đầu tiên của bóng đá Anh giành tới 7 danh hiệu Cúp FA. Tuy nhiên, cũng ở mùa giải đó, Pháo Thủ chỉ kết thúc mùa giải Ngoại hạng Anh ở vị trí thứ 5 chung cuộc, và là lần đầu tiên họ nằm ngoài Top 4 kể từ khi Wenger đến câu lạc bộ năm 1996. Sau một mùa giải không thành công ở mùa bóng kế tiếp, Wenger đã tuyên bố chia tay đội bóng vào ngày 20 tháng 4 năm 2018, sau 22 năm tại vị. Quyết định của ông đã nhận được nhiều sự hoan nghênh từ nhiều chuyên gia và các cựu cầu thủ ở Anh cũng như trên toàn thế giới, đặc biệt là những cựu cầu thủ đã cảm ơn ông vì đã giúp phát triển họ. Trận đấu trên sân nhà cuối cùng của ông trên băng ghế chỉ đạo là trận thắng 5–0 trước Burnley, nơi ông nhận được sự chào đón nhiệt liệt từ các cổ động viên. Trận cuối cùng dưới triều đại Wenger là trận thắng 1–0 trên sân của câu lạc bộ Huddersfield.

### 2018–nay: Thời hậu Wenger
Sau khi tiến hành sửa đổi mô hình hoạt động của đội bóng để phù hợp với sự ra đi của Wenger, chiến lược gia người Tây Ban Nha Unai Emery đã được chọn làm tân huấn luyện viên trưởng của câu lạc bộ vào ngày 23 tháng 5 năm 2018. Ông trở thành huấn luyện viên trưởng trưởng đầu tiên của đội bóng, đồng thời là huấn luyện viên thứ 2 có xuất thân ngoài Vương quốc Anh. Trận đấu đầu tiên ông dẫn dắt Arsenal là trận thắng giao hữu 8–0 trước Boreham Wood. Mùa bóng đầu tiên, Emery không thể giúp Arsenal trở lại Champions League khi chỉ kết thúc mùa giải ở vị trí thứ 5 và thất bại 1–4 trong trận Chung kết UEFA Europa League 2019 trước Chelsea.
Lượt đi mùa giải 2019–20, dù được tăng cường lực lượng với các bản hợp đồng như Kieran Tierney, Nicolas Pépe, nhưng sau hai vòng đầu toàn thắng, Arsenal dần sa sút. Sau trận thắng Vitória 3–2 ở Europa League, đội bóng trải qua chuỗi 7 trận không thắng liên tiếp trên mọi đấu trường, cách vị trí thứ 4 tới 8 điểm trong khi Ngoại hạng Anh mới trải qua 13 vòng đấu. Ngày 29 tháng 11 năm 2019, Emery bị sa thải sau khi Arsenal thất thủ 1–2 ngay trên sân nhà trước Frankfurt trong lượt trận cuối vòng bảng Europa League. Cựu cầu thủ, đồng thời là trợ lý huấn luyện viên trưởng Freddie Ljungberg được chỉ định làm huấn luyện viên tạm quyền. Ngày 20 tháng 12 năm 2019, Arsenal bổ nhiệm cựu tiền vệ đội trưởng Mikel Arteta (khi đó giữ vai trò trợ lý cho Pep Guardiola ở Manchester City) làm huấn luyện viên trưởng bằng bản hợp đồng có thời hạn hơn 3 năm. Arteta đưa Arsenal kết thúc ở vị trí thứ 8 tại Ngoại hạng Anh và giành được chức vô địch cúp FA lần thứ 14 nhờ chiến thắng 2–1 trước Chelsea tại Wembley. Ông được bổ nhiệm làm huấn luyện viên trưởng sau khi mùa giải kết thúc, và góp công giúp đội bóng đoạt Siêu cúp Anh 2020 khi hòa Liverpool 1–1 cả trận và thắng 5-4 trong loạt luân lưu. Arsenal một lần nữa kết thúc mùa giải 2020–21 ở vị trí thứ 8, qua đó thất bại trong việc giành vé dự cúp châu Âu lần đầu tiên sau 25 năm.
Mùa giải sau (2021–22), Arteta đã trình làng đội hình Arsenal trẻ nhất tại Premier League với độ tuổi trung bình khi ra quân là 24 tuổi và 308 ngày – hơn đội xếp sau về chỉ tiêu này cả một năm. Họ đứng thứ năm tại Premier League năm đó và đã được tham dự UEFA Europa League mùa giải tiếp theo.
Mùa giải 2022–23, Arsenal trở lại UEFA Champions League khi cán đích thứ hai sau Manchester City, lập kỷ lục về thời gian đứng đầu bảng xếp hạng mà không giành chức vô địch giải đấu, kết thúc mùa bóng với 84 điểm. Trong mùa giải 2023–24, Arsenal đã đánh bại Manchester City để giành Siêu cúp Anh 2023, lần thứ 17 trong lịch sử câu lạc bộ. Tuy nhiên khi kết thúc mùa giải, họ vẫn tiếp tục đứng thứ hai tại Premier League sau Manchester City với 89 điểm, cao hơn 5 điểm so với mùa giải trước đó.

## Biểu tượng
Vào năm 1888, chỉ sau hai năm thành lập câu lạc bộ, Arsenal khi đó với cái tên là Royal Arsenal đã chọn cho mình biểu tượng, gồm 3 cột tượng trưng cho những khẩu pháo thần công hướng về phía Bắc, tương tự như các huy hiệu của Khu Metropolitan vùng Woolwich (ngày nay, nó trở thành các huy hiệu của khu Greenwich của Luân Đôn). Đôi khi, biểu tượng có thể bị nhầm lẫn với những ống khói, nhưng với hình ảnh đầu một con sư tử được chạm khắc, và với một cascabel được đặt trên đó để trở thành biểu tượng của đội bóng. Nó đã được bỏ bớt sau khi chuyển tới sân Highbury vào năm 1913 và được khôi phục năm 1922, khi câu lạc bộ chọn biểu tượng gồm 1 một khẩu thần công hướng về phía Đông, kèm theo biệt danh của câu lạc bộ, The Gunners (tiếng Việt: Pháo Thủ), được đính vào đó. Biểu tượng này chỉ được sử dụng đến năm 1925, khi Arsenal đổi biểu tượng thành hình với khẩu pháo nhỏ hơn, hướng về phía Tây với dòng chữ The Gunners được khắc bên cạnh.
Năm 1949, câu lạc bộ đã đóng một biểu tượng mới, với khẩu pháo được đặt ở dưới tên câu lạc bộ, viền màu đen, trên biểu tượng của Khu Metropolitan của Islington, ở dưới vẽ một dải băng viết theo tiếng Latin: Victoria Concordia Crescit (tiếng Việt: Chiến thắng đến từ sự hài hoà). Nó được thiết kế bởi một biên tập viên của đội bóng, Harry Homer. Lần đầu tiên, biểu tượng được kết hợp bởi màu sắc, sau đó có thay đổi chút ít do hoàn cảnh lúc đó, rồi rút gọn chỉ còn ba màu: đỏ, vàng, xanh lá cây. Vì có nhiều phiên bản khác của biểu tượng, Arsenal đã bất lực trong việc mua bản quyền của nó. Mặc dù đội bóng đã đăng ký biểu tượng như một nhãn hiệu, nhưng họ phải cạnh tranh (cuối cùng thắng) trong một cuộc chiến pháp lý về vấn đề bản quyền với một hãng buôn đường phố ở địa phương, và là nơi "không chính thức" bán các mặt hàng từ Arsenal, từ đó thì Arsenal mới thành công trong việc bảo hộ bản quyền pháp lý của biểu tượng. Do đó, năm 2002, Arsenal đã giới thiệu một biểu tượng mới, với các đường cong đẹp và hiện đại hơn nhưng với một phong cách đơn giản, được bảo hộ bản quyền. Khẩu pháo hướng về phía Đông, tên của đội bóng được viết bằng kiểu chữ sans-serif ở phía trên của khẩu pháo. Màu xanh lá cây đã được thay thế bằng màu xanh đậm. Biểu tượng mới đã bị một số người hâm mộ chỉ trích. Hội cổ động viên của Arsenal đã lên tiếng rằng, câu lạc bộ đã bỏ qua nhiều các thiết kế về lịch sử và truyền thống câu lạc bộ, thay bằng một thiết kế mới mẻ và hiện đại, tuy nhiên chưa tham khảo ý kiến người hâm mộ.
Đến thập niên 60 của thế kỷ XX, hình vẽ biểu tượng câu lạc bộ được gắn trên áo đấu để tham dự các trận đấu lớn như chung kết Cúp FA, thường là hình thức lồng tên câu lạc bộ với màu đỏ trên nền trắng.
Các kiểu chữ viết lồng nhau được viết theo phong cách Art-Deco, các chữ A và C trên hình vẽ biểu tượng được bố trí theo kiểu cách bóng đá hơn chữ F, tất cả được đặt trong một bộ khung hình lục giác. Ví dụ, đầu tiên đây là một logo của một tổ chức, sau đó được giới thiệu như một phần trong thương hiệu trước đây của Herbert Chapman tại câu lạc bộ vào những năm 1930, mặc dù chưa được sử dụng trên áo đấu trong trận chung kết Cúp FA nhưng lại là một chi tiết trong thiết kế sân Highbury, bao gồm các lối vào chính và trong việc ốp lát nền các tầng. Từ năm 1967, trên áo đấu thường xuyên xuất hiện hình vẽ khảu pháo trắng, cho đến khi được thay thế bởi biểu tượng câu lạc bộ, đôi khi có thêm biệt danh "The Gunners", trong những năm 1990.
Mùa giải 2011–12, Arsenal kỷ niệm 125 năm thành lập câu lạc bộ. Nhân dịp này, đội bóng cho thiết kế một biểu tượng mới, được đính kèm trên áo đấu của họ để thi đấu trong suốt cả mùa giải. Biểu tượng hầu hết có màu trắng, xung quanh bao gồm 15 lá cây sồi ở bên phải và 15 lá nguyệt quế ở bên trái. Những chiếc lá sồi biểu thị cho 15 thành viên cũ được tìm thấy của câu lạc bộ đã gặp nhau ở quán rượu Royal Oak. Còn 15 lá nguyệt quế tượng trưng cho các chi tiết được thiết kế trên 6 đồng xu bởi những người thành lập đội bóng. Các lá nguyệt quế còn thể hiện cho sức mạnh đội bóng. Để hoàn thành được biểu tượng này, các lá sồi và nguyệt quế được biểu diễn ở hai bên của khẩu hiệu "Forward" (tiếng Việt: Tiến lên) ở phía dưới cùng của biểu tượng.
Kể từ mùa giải 2021–22, Adidas đã thiết kế lại biểu tượng chỉ có hình khẩu pháo trên bộ quần áo sân khách của mùa giải đó. Đây là lần đầu tiên biểu tượng này được nhìn thấy trên áo đấu của Arsenal kể từ năm 1991. Hình ảnh khẩu pháo vẫn được sử dụng trên bộ quần áo sân khách vào mùa bóng 2022–23; đến mùa 2023–24 tiếp tục được thêm vào bộ quần áo thứ ba, trước khi được sử dụng trên cả áo đấu sân nhà, sân khách và bộ đồ thứ ba và mùa giải 2024–25, lần đầu tiên hình ảnh logo của câu lạc bộ không được nhìn thấy trên áo đấu đội bóng kể từ khi được giới thiệu vào năm 2002.

## Màu áo truyền thống
Trong phần lớn lịch sử của Arsenal, màu áo thi đấu trên sân nhà của họ thường là áo sơ mi màu đỏ tươi, tay áo và quần đều có màu trắng, mặc dù không phải lúc nào cũng mặc như thế. Việc lựa chọn màu đỏ là để ghi nhận những hỗ trợ và đóng góp từ Nottingham Forest sau khi Arsenal thành lập năm 1886. Hai trong số các thành viên sáng lập ra Dial Square, Fred Beardsley và Morris Bates, là cựu cầu thủ của Forest đã chuyển tới Woolwich để thi đấu. Vì họ cùng nhau đưa đội một vào khu vực không thể tìm thấy áo đấu, nên Beardsley và Bates đã viết thư về nhà cầu xin sự giúp đỡ, và họ nhận được một bộ đồ và một quả bóng. Chiếc áo có màu đỏ, một màu đỏ đậm, đi cùng với nó là chiếc quần màu trắng, và tất màu xanh và trắng.
Năm 1933, Herbert Chapman muốn các cầu thủ của mình được mặc những bộ quần áo sáng màu hơn, nên đã thay thế và nâng cấp bộ áo đấu, thêm phần tay áo màu trắng và đổi màu nền trên thân áo thành một màu đỏ khác sáng hơn. Có hai giả thiết nói về nguồn gốc từ việc thêm các tay áo màu trắng. Thứ nhất, có một mẩu chuyện viết rằng, Chapman nhìn thấy một cổ động viên trên khán đài mặc chiếc áo len không có tay, màu đỏ và mặc trên một chiếc áo sơ mi trắng. Giả thiết thứ hai là ông đã lấy cảm hứng từ một bộ trang phục tương tự được mặc bởi họa sĩ biếm Tom Webster, một người chơi golf cùng với Chapman. Có thể một trong hai câu chuyện này là sự thật, nhưng những bộ áo đấu màu đỏ và trắng đã trở thành màu áo đấu truyền thống của Arsenal. Đội bóng đã mặc những bộ áo đấu như thế trong suốt những năm từ 1933 đến nay, ngoại trừ hai mùa giải: mùa thứ nhất là 1966–67 khi Arsenal mặc những bộ đồ toàn màu đỏ, nhưng các cổ động viên không ưa chuộng và phải trở lại những chiếc áo có cánh tay trắng vào mùa giải kế tiếp; mùa thứ hai là 2005–06, mùa cuối cùng mà Arsenal thi đấu trên sân vận động Highbury, đội bóng đã mặc những chiếc áo đỏ sẫm, tương tự những bộ đồ mà đội bóng mặc trong năm 1913; và câu lạc bộ đã trở về với bộ đồ đỏ trắng vào mùa giải sau đó. Trong mùa giải 2008–09, Arsenal thay thế tay áo toàn màu trắng truyền thống bằng tay áo màu đỏ với một sọc ngang màu trắng.

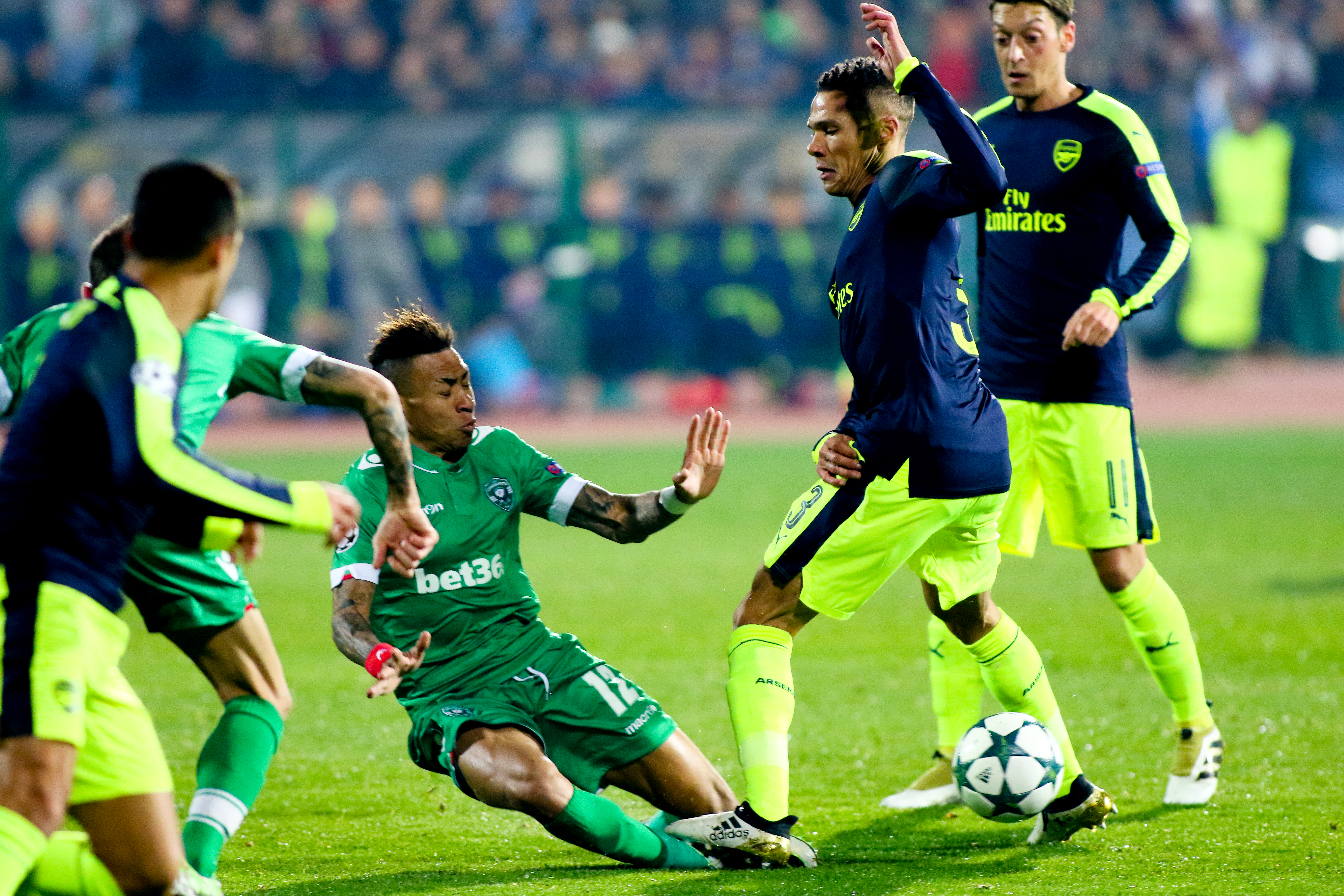
Trang phục thi đấu của Arsenal tại 1 trận đấu Champions League với Ludogorets Razgrad vào năm 2016

Màu áo sân nhà Arsenal trở thành nguồn cảm hứng cho ít nhất ba câu lạc bộ khác. Năm 1909, Sparta Prague đã cho ra mắt một bộ áo đấu màu đỏ sẫm, bộ đồ thi đấu Arsenal đã mặc vào thời điểm đó; sau đó vào năm 1938, Hibernian cũng cho ra mắt thiết kế tay áo giống với chiếc áo của Arsenal với các đường nét màu xanh lá cây và màu trắng. Năm 1920, Sporting Clube de Braga, sau khi trở về từ một trận bóng tại Highbury, đã thay đổi bộ áo đấu màu xanh của câu lạc bộ đến một bộ đồ có những điểm giống với Arsenal: áo màu đỏ, tay áo màu trắng và quần soóc, từ đó mà họ có biệt danh "Os Arsenalist". Đội bóng đã mặc bộ đồ đó cho đến nay.
Trong nhiều năm, quần áo sân khách của Arsenal là chiếc áo màu trắng và quần soóc màu đen hoặc trắng. Đến mùa giải 1969–70, Arsenal giới thiệu bộ áo đấu sân khách, với chiếc áo màu vàng và quần soóc màu xanh. Bộ đồ này đã được Arsenal mặc trong chung kết Cúp FA 1971, trận đấu mà Arsenal đã đánh bại Liverpool để giành cú đúp danh hiệu đầu tiên trong lịch sử. Arsenal lọt vào chung kết Cúp FA lần tiếp theo vào năm sau, mặc bộ đồ sân nhà màu trắng và màu đỏ, nhưng bị thua cuộc trước Leeds United. Cuối thập niên 1970, các Pháo Thủ thi đấu ba trận chung kết Cúp FA liên tiếp từ năm 1978 đến 1980 và họ mặc bộ đồ "may mắn" có màu vàng và màu xanh, sau đó đội bóng vẫn tiếp tục lấy nó làm bộ đồ sân khách của câu lạc bộ cho đến khi giới thiệu một bộ đồ màu xanh lá cây và màu áo hải quân để làm bộ đồ sân khách trong mùa giải 1982–83. Mùa giải tiếp theo, Arsenal trở lại bộ quần áo sân khách màu vàng và màu xanh, mặc dù với một màu xanh đậm hơn trước.
Khi Nike thay Adidas làm nhà sản xuất quần áo thi đấu cho Arsenal vào năm 1994, màu áo sân khách của Arsenal đã được đổi lại thành áo sơ mi và quần soóc màu xanh với hai tông màu. Kể từ khi mà thị trường bán áo đấu bắt đầu xuất hiện, các bộ đồ sân khách của Arsenal thay đổi thường xuyên, và Arsenal thường cho giới thiệu bộ đồ sân khách và bộ đồ thứ ba. Trong thời gian này, các mẫu thiết kế quần áo sân khách của Arsenal thường là màu xanh, hoặc một vài thay đổi nhỏ từ bộ đồ sân khách truyền thống với màu vàng và màu xanh, chẳng hạn màu vàng, màu áo hải quân và màu kim loại được sử dụng trong mùa giải 2001–02, màu xám vàng và đen được sử dụng trong các năm từ 2005 đến 2007, màu vàng và màu nâu sẫm từ 2010 đến 2013. Từ năm 2009, bộ đồ sân khách được thay đổi theo từng mùa, và các bộ đồ thi đấu trên sân khách sẽ có ba lựa chọn nếu như bộ áo đấu sân nhà được thiết kế mới theo từng năm. Khi Puma trở thành nhà tài trợ trang phục cho Arsenal vào năm 2014, các bộ áo đấu mới (gồm sân nhà, sân khách và bộ áo đấu thứ ba) của Arsenal đều được ra mắt theo từng mùa.

### Nhà cung cấp và nhà tài trợ trang phục thi đấu
| Giai đoạn | Nhà cung cấp trang phục | Nhà tài trợ áo đấu (ngực) | Nhà tài trợ áo đấu (tay áo) |
| --------- | ----------------------- | ------------------------- | --------------------------- |
| 1886–1930 | Không xác định          | Không có                  | Không có                    |
| 1930–1970 | Bukta                   | Không có                  | Không có                    |
| 1971–1981 | Umbro                   | Không có                  | Không có                    |
| 1981–1986 | Umbro                   | JVC                       | Không có                    |
| 1986–1994 | Adidas                  | JVC                       | Không có                    |
| 1994–1999 | Nike                    | JVC                       | Không có                    |
| 1999–2002 | Nike                    | Dreamcast Sega            | Không có                    |
| 2002–2006 | Nike                    | O2                        | Không có                    |
| 2006–2014 | Nike                    | Emirates                  | Không có                    |
| 2014–2018 | Puma                    | Emirates                  | Không có                    |
| 2018–2019 | Puma                    | Emirates                  | Visit Rwanda                |
| 2019–nay  | Adidas                  | Emirates                  | Visit Rwanda                |

## Sân vận động

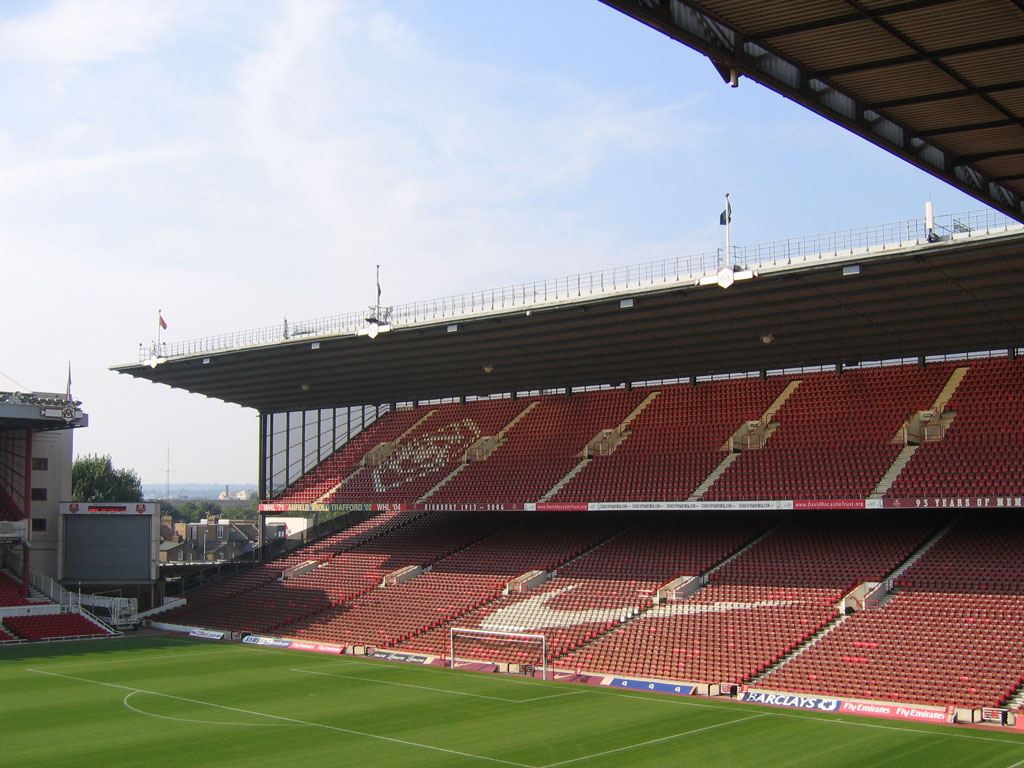
Khán đài phía Bắc của sân vận động Highbury

Trong phần lớn thời gian đội bóng có trụ sở tại Đông Nam Luân Đôn, Arsenal lấy sân Manor Ground tại Plumstead làm sân nhà, ngoại trừ ba năm thi đấu tại sân Invicta Ground trong các năm từ 1890 đến 1893. Sân Manor Ground ban đầu chỉ là một bãi đất trống, cho đến khi câu lạc bộ nâng cấp sân bằng việc cải tạo, đắp đất và trồng cỏ để tham dự Football League vào năm 1893. Đội bóng đã lấy đây làm sân nhà trong suốt hai mươi năm cho đến khi chuyển lên Bắc Luân Đôn vào năm 1913.
Tháng 9 năm 1913, Arsenal chuyển lên Bắc Luân Đôn và lấy Sân vận động Highbury làm sân nhà; và Arsenal đã sử dụng nó cho đến ngày 7 tháng 5 năm 2006. Sân vận động lúc đầu được thiết kế bởi kiến trúc sư bóng đá nổi tiếng thời đó, Archibald Leitch. Ông đã có một thiết kế chung cho các sân bóng của các câu lạc bộ Anh vào thời điểm ấy, với một kiến trúc đơn giản và ba khán đài hướng ra ngoài trời của sân bóng. Toàn bộ sân vận động đã được trùng tu và nâng cấp trong những năm 1930. Được xây dựng theo phong cách Art-Deco, các khán đài Tây và Đông lần lượt được mở cửa vào các năm 1932 và 1936. Một mái che đã được lắp vào khán đài Bắc của sân bóng, tuy nhiên nó đã bị đánh bom trong cuộc Chiến tranh Thế giới II và không được khôi phục, trùng tu lại cho đến năm 1954.
Highbury có thể chứa được 60 nghìn khán giả ở mức cao nhất, và sân bóng này có sức chứa khoảng 57 nghìn chỗ ngồi cho đến đầu những năm 1990. Tờ Taylor Report cũng như ban tổ chức Premier League yêu cầu Arsenal rời sân Higubury và tìm một sân bóng khác có sức chứa lớn hơn cho mùa giải 1993–94, do đó mà Highbury phải giảm còn 38.419 chỗ. Khi ban tổ chức UEFA Champions League quy định gắn các biển quảng cáo ở đường biên, số lượng chỗ ngồi tiếp tục giảm xuống và vì thế, Arsenal phải thi đấu Champions League trên sân Wembley và đăng ký làm sân nhà để thi đấu ở giải đấu trên, sân bóng này có sức chứa 70 nghìn khán giả.

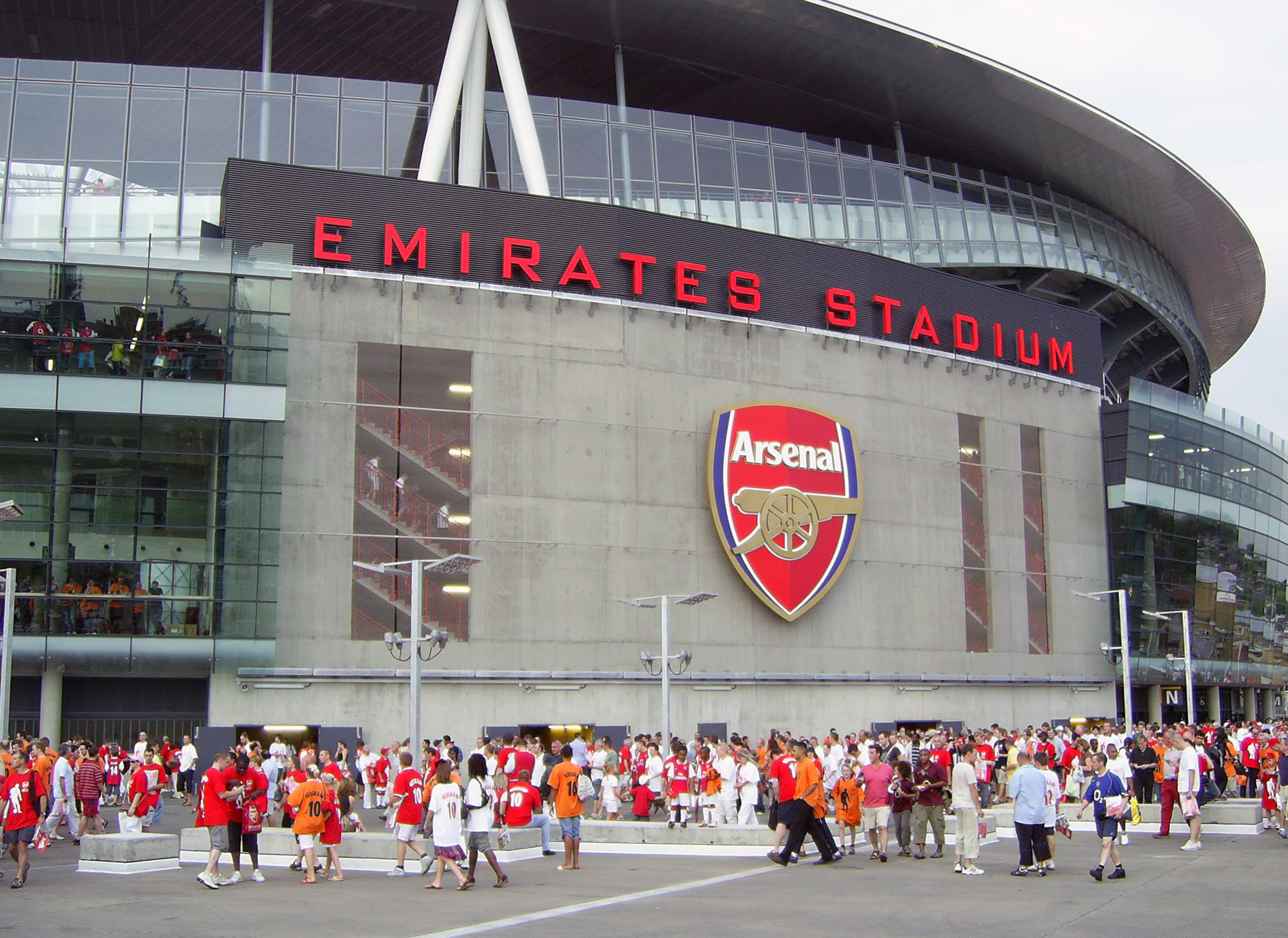
Sân vận động Emirates

Việc mở rộng sân vận động Highbury bị hạn chế vì khán đài Đông của sân bóng được thông báo là sẽ đập bỏ để xây một công trình cấp hai và ba khán đài còn lại nhiều khả năng sẽ bị phá để làm khu dân cư. Những sự hạn chế này đã đưa câu lạc bộ vào thế khó trong việc bán vé các trận đấu trong suốt thập niên 1990 và lan sang cả nửa thập niên đầu của thế kỷ XXI, vì thế họ có nguy cơ bị bỏ lại phía sau về doanh thu trong sự phát triển của bóng đá ở thời điểm đó. Sau khi tham khảo và xem xét các đề xuất, đến năm 2000, Arsenal công bố đề án xây dựng một sân vận động mới với sức chứa 60.361 chỗ ngồi tại khu vực Ashburton Grove, lấy tên sân vận động là Emirates, và nó khoảng 500 mét về phía Tây Nam của sân Highbury. Dự án ban đầu bị trì hoãn do dải băng đỏ và chi phí cao, nhưng cuối cùng sân bóng đã xây xong vào tháng 7 năm 2006, thời điểm bắt đầu mùa giải 2006–07. Sân bóng được đặt tên theo tên nhà tài trợ, hãng hàng không Emirates, đối tác mà câu lạc bộ đã ký một hợp đồng tài trợ lớn nhất trong lịch sử bóng đá Anh, trị giá khoảng 100 triệu Bảng; nhưng một số người hâm mộ đã gọi sân bóng với các tên gọi như Ashburton Grove hoặc nói một cách ngắn gọn Grove, vì họ không ủng hộ việc lấy tên một doanh nghiệp làm tên sân vận động. Sân vận động sẽ có được cái tên Emirates cho đến ít nhất là năm 2028, và hãng là nhà tài trợ áo đấu của câu lạc bộ cho đến cuối mùa giải 2018–19. Từ đầu mùa giải 2010–11, các khán đài của sân vận động được biết đến với những cái tên như khán đài Bắc, khán đài Đông, khán đài Tây và khán đài Sau (đồng hồ hiển thị thời gian thi đấu).
Các cầu thủ của Arsenal được đào tạo và tập luyện ở Trung tâm đào tạo bóng đá Shenley ở Hertfordshire, một trung tâm bóng đá được khánh thành vào năm 1999. Trước đó, câu lạc bộ mượn một khu đất thuộc quyền sở hữu của Trường Đại học Luân Đôn, và đến năm 1961 thì họ tập trực tiếp trên sân Highbury. Đội U18 của học viện bóng đá Arsenal thi đấu sân nhà tại Shenley, và họ cũng có một sân bóng dự bị là Meadow Park; và đây cũng là sân nhà của Boreham Wood.

## Cổ động viên

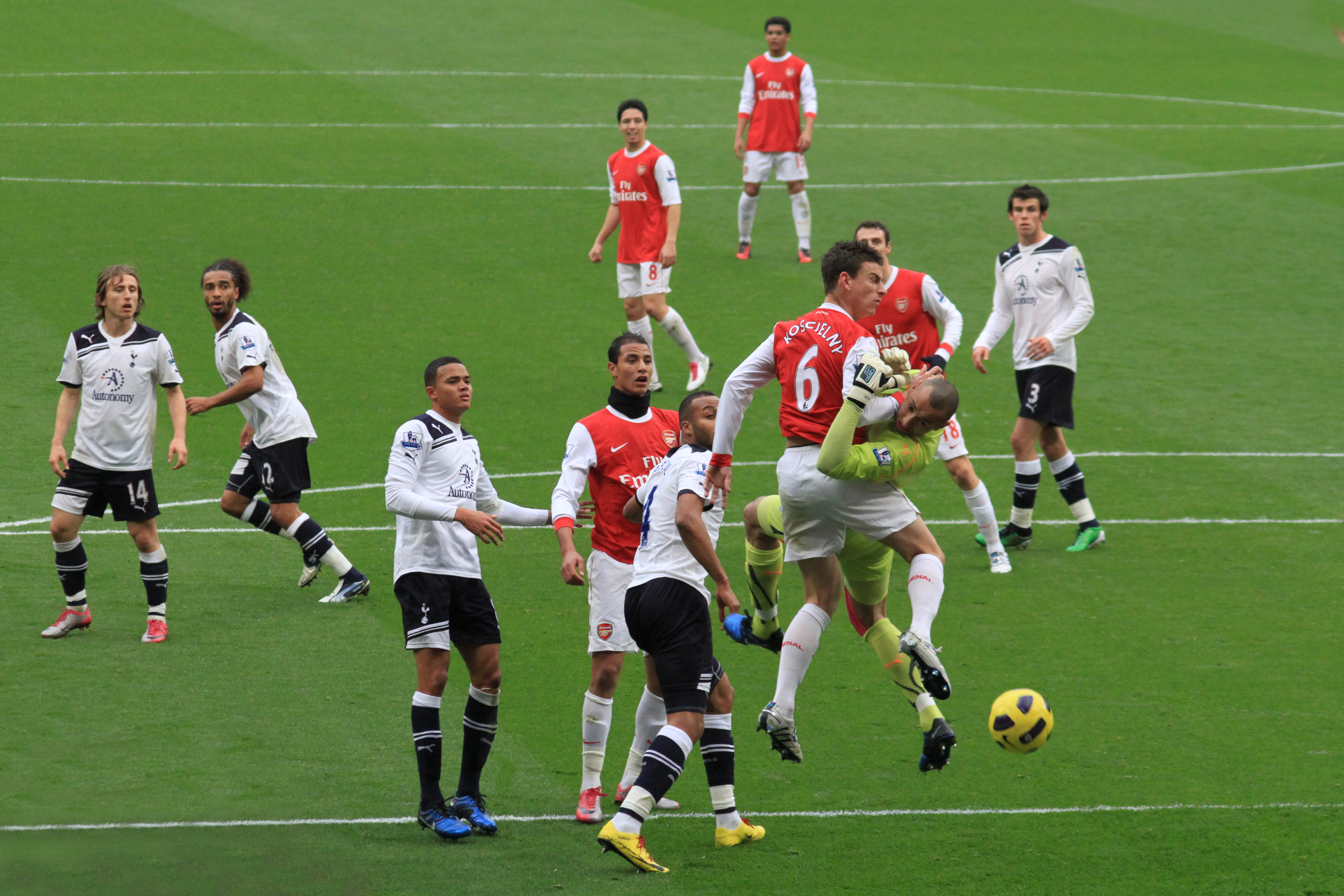
Arsenal trong trận đấu với đội bóng cùng khu vực, Tottenham Hotspur, còn được biết đến là Derby phía Bắc Luân Đôn, vào tháng 11 năm 2010

Các cổ động viên của Arsenal luôn gọi chính họ dưới cái tên "Gooners", cái tên mà bắt nguồn từ biệt danh của đội bóng, "The Gunners" (tiếng Việt: Pháo Thủ). Lượng người hâm mộ của đội bóng đông và hầu như đều trung thành với đội bóng. Hầu hết tất cả các trận đấu trên sân nhà của Arsenal trong mùa giải 2007–08 có số lượng cổ động viên trung bình cho một trận đấu tại giải vô địch quốc gia cao thứ hai trong các câu lạc bộ Anh với 60.070 khán giả/trận, chiếm 99,5% tổng số chỗ ngồi trên sân Emirates. Còn đối với năm 2006 thì số cổ động viên trung bình đứng thứ tư. Arsenal có số cổ động viên trung bình cho một trận đấu cao thứ bảy trong số các câu lạc bộ ở châu Âu, đứng sau Borussia Dortmund, FC Barcelona, Manchester United, Real Madrid, Bayern München, và Schalke. Vị trí của câu lạc bộ nằm liền kề với những khu vực có đông tầng lớp xã hội như Islington, Holloway, Highbury và khu Camden tại Luân Đôn, có những khu vực có đông người lao động như Finsbury Park hay Stoke Newington. Điều đó cho thấy người hâm mộ Arsenal đến từ nhiều tầng lớp xã hội.

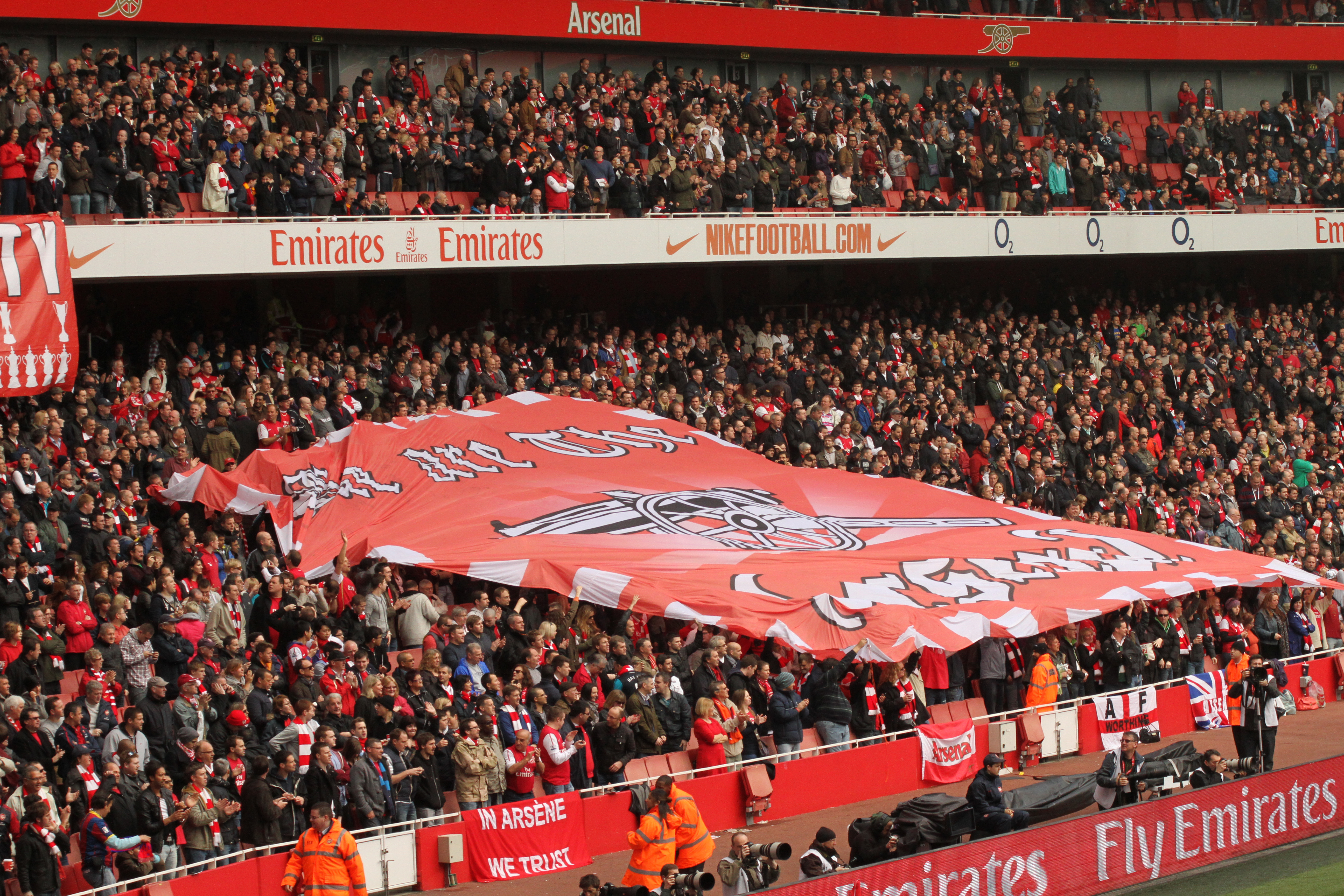
Cổ động viên Arsenal trên khán đài

Cũng như các câu lạc bộ bóng đá lớn khác tại nước Anh, Arsenal có một nhóm cổ động viên đã hợp tác chặt chẽ với Hiệp hội các cổ động viên độc lập Arsenal, nhưng đã lập ra một hội độc lập khác. Hiệp hội ủng hộ lòng tin Arsenal (viết tắt: AST) luôn thúc đẩy sự tích cực tham gia ủng hộ câu lạc bộ từ người hâm mộ. Các cổ động viên của câu lạc bộ cũng đã cho xuất bản các tờ báo cổ động chẳng hạn như: The Gooner, Gunflash và loạt báo châm biếm Up The Arse!. Ngoài các bài hát về bóng đá Anh, các cổ động viên còn hát "One-Nil to the Arsenal" (theo giai điệu của bài hát "Go West"), "Boring, Boring Arsenal", bài hát này đã từng là một bài hát mang tính chê bai Arsenal từ cổ động viên, nhưng trớ trêu thay, về sau này các cổ động viên lại hát bài này khi đội nhà chơi tốt.
Cũng có rất nhiều cổ động viên của Arsenal ngoài khu vực Luân Đôn. Kể từ khi truyền hình vệ tinh ra đời, các cổ động viên bóng đá đã không còn phụ thuộc nhiều về vị trí địa lý. Do đó, Arsenal cũng có một số lượng đáng kể cổ động viên ở ngoài Luân Đôn và khắp nơi trên thế giới. Thống kê vào năm 2007, số hội cổ động viên Arsenal như sau: 24% ở Anh, 37% ở Ireland, 49% ở nước ngoài và các khu vực khác đã liên kết với câu lạc bộ. Một báo cáo năm 2005 của Granada Ventures, lúc đó họ đang sở hữu 9,9% cổ phần của đội bóng, ước tính Arsenal có khoảng 27 triệu người hâm mộ trên thế giới. Mùa giải 2014–15, hoạt động quảng bá hình ảnh của câu lạc bộ đến với công chúng được đánh giá là lớn thứ 5 trên thế giới.
Arsenal có lịch sử đối đầu và cũng là đại kình địch đối với đội bóng hàng xóm Tottenham Hotspur, trận đấu giữa hai đội được xem là trận Derby phía Bắc Luân Đôn. Những đội bóng kình địch khác từ Luân Đôn là Chelsea, Fulham và West Ham. Ngoài ra, Arsenal cũng có những cuộc đối đầu khốc liệt với Manchester United kể từ thập niên 1980, và mạnh mẽ nhất là trong những năm gần đây khi Manchester United và Arsenal đều cạnh tranh cho chức vô địch Ngoại hạng Anh. Trong một cuộc thăm dò trực tuyến năm 2003, Manchester United là đối thủ lớn nhất của Arsenal, tiếp đến là Tottenham và Chelsea. Một cuộc thăm dò năm 2008 cho thấy Tottenham mới là đối thủ lớn nhất.

## Linh vật
Linh vật của câu lạc bộ là Gunnersaurus Rex, một chú khủng long xanh cao bảy feet, hay cười, lần đầu tiên xuất hiện trong trận đấu trên sân nhà với Manchester City vào tháng 8 năm 1994 (hoặc 1993). Chú khủng long này dựa trên một bức vẽ của Peter Lovell, khi đó mới 11 tuổi, người có thiết kế và một ý tưởng tương tự khác đã giành chiến thắng trong cuộc thi "Junior Gunners"; câu chuyện được coi là "chính thức" về chú khủng long này là nó "nở ra từ một quả trứng được tìm thấy trong quá trình cải tạo tại Highbury"..
Vào đầu tháng 10 năm 2020, như một phần của việc cắt giảm chi phí do đại dịch COVID-19 gây ra, câu lạc bộ đã sa thải "Gunnersarus" và nghệ sĩ biểu diễn, Jerry Quy, người đã ở bên trong bộ mascot này ngay từ đầu, khỏi các công việc ở câu lạc bộ cũng như liên lạc với người hâm mộ, cùng với 55 nhân viên toàn thời gian của đội bóng, mặc dù sau đó họ nói rằng "Gunnersaurus" có thể trở lại sau khi khán giả được phép trở lại sân vận động. Một chiến dịch gây quỹ trực tuyến đã được khởi xướng cho Quy, trong đó Mesut Özil đã đề nghị tự trả lương cho người này miễn là vẫn ở lại Arsenal.  Vào tháng 11 năm 2020, trước khi các quy định về COVID-19 được nới lỏng để cho phép người hâm mộ đến xem các trận đấu trên sân nhà từ ngày 3 tháng 12, Arsenal đã thông báo rằng "Gunnersaurus" sẽ trở lại, do một nhóm người đóng vai, trong đó có thể có Quy nếu anh ấy muốn.

## Chủ sở hữu và cơ cấu tài chính
Doanh nghiệp chủ sở hữu của đội bóng, Arsenal Holdings plc, hoạt động như một công ty đại chúng trách nhiệm hữu hạn chưa được niêm yết rộng rãi, do đó mà có quyền sở hữu khác nhau lớn so với các câu lạc bộ bóng đá khác. Chỉ có 62.217 cổ phần của Arsenal được phát hành; họ không được tham gia giao dịch trong các trao đổi công cộng chẳng hạn như Thị trường Tập đoàn FTSE hoặc Thị trường Đầu tư Lựa chọn Luân Đôn; và họ tương đối ít khi tham gia giao dịch tại hệ thống sàn chứng khoán ICAP và Thị trường Trao đổi Chứng khoán Phái sinh, một thị trường chuyên biệt. Ngày 6 tháng 11 năm 2014, một cổ phần đơn của Arsenal có giá trung bình ở vào khoảng 14.500 Bảng; và giá trị vốn hóa thị trường của câu lạc bộ là vào khoảng 902,2 triệu Bảng. Câu lạc bộ có lợi nhuận kinh doanh trước thuế (không tính đến việc chuyển nhượng cầu thủ) là 62,7 triệu Bảng tính đến hết ngày 31 tháng 5 năm 2009, trong khoản doanh thu 313,3 triệu Bảng.
Cổ đông lớn nhất của Arsenal là một ông bầu thể thao Hoa Kỳ, Stan Kroenke, người đã khởi đầu cho việc đấu thầu câu lạc bộ trong năm 2007, và trong năm 2009 đã nắm giữ 18.594 cổ phần câu lạc bộ (chiếm 29,9%).
Đối thủ cùng tham gia đấu thầu với Kroenke là một người đến từ hệ thống sàn chứng khoán Red & White; một hệ thống do tỷ phú người Nga Alisher Usmanov và một chuyên gia tài chính người Iran tại Luân Đôn, Farhad Moshiri làm đồng chủ sở hữu. Năm 2016, Usmanov đã mua cổ phần của Moshiri. Red & White đã bắt đầu tham gia đấu thầu vào tháng 8 năm 2007, được mua cổ phần từ số cổ phần mà cựu phó chủ tịch Arsenal David Dein nắm giữ, và tính đến tháng 10 năm 2013 thì họ sở hữu 18.671 cổ phần của câu lạc bộ (chiếm 30% tổng số). Điều này đã kích hoạt một sự đầu cơ tích trữ trong một cuộc chiến giữa hai nhà thầu Kroenke và Usmanov. Kroenke đồng ý không mua hơn 29,9% cổ phần của đội bóng cho đến ít nhất là tháng 9 năm 2009, trong khi phần dự trữ còn lại từ ban quản trị đội bóng được chào giá lần đầu trên các cổ phần khác cho đến tháng 10 năm 2012.
Đến tháng 10 năm 2011, Kroenke sở hữu 41.574 cổ phần (chiếm 66,82%) và hệ thống sàn chứng khoán Red & White nắm giữ 18.261 cổ phần (chiếm 29,35%). Những đơn vị dưới công ty luật Kroenke, cổ đông lớn nhất của câu lạc bộ, đều phải thực hiện các nghĩa vụ đặt ra lời đề nghị về các cổ phần còn lại trong câu lạc bộ.
Ivan Gazidis trở thành Giám đốc điều hành của câu lạc bộ kể từ năm 2009–2018. Mùa giải 2014–15, Arsenal thu về khoản lợi nhuận 344,5 triệu Bảng, với lợi nhuận trước thuế 24,7 triệu Bảng. Trong đó các doanh nghiệp đã đổ vào đội bóng 329,3 triệu Bảng. Tờ Deloitte Football Money League là đối tác của đội bóng, tổng hợp doanh thu đội bóng. Ấn phẩm này tổng hợp doanh thu 331,3 triệu Bảng và đứng thứ 7 trên thế giới. Arsenal và Deloitte đã tổng hợp doanh thu từ các trận đấu trên sân Emirates là 100,4 triệu Bảng.
Kết quả tài chính của Arsenal trong mùa giải 2019–20 cho thấy khoản lỗ sau thuế là 47,8 triệu bảng Anh, một phần là do tác động của đại dịch COVID-19. Deloitte Football Money League là ấn phẩm tổng hợp và so sánh doanh thu hàng năm của các câu lạc bộ, ước tính doanh thu bóng đá của Arsenal năm 2019 là 392,7 triệu bảng Anh (445,6 triệu euro), xếp Arsenal thứ mười một trong số các câu lạc bộ bóng đá thế giới. Arsenal và Deloitte đều báo cáo doanh thu trong các ngày thi đấu do Sân vận động Emirates tạo ra vào năm 2019 là 109,2 triệu euro (96,2 triệu bảng Anh).

## Trong văn hóa đại chúng
Arsenal được biết đến trong các phương tiện thông tin và truyền thông đầu tiên. Ngày 22 tháng 1 năm 1927, trận đấu trên sân vận động Highbury với đội Sheffield United là trận đấu bóng đá Anh đầu tiên được phát thanh trực tiếp trên vô tuyến truyền thanh. Một thập kỷ sau, ngày 16 tháng 9 năm 1937, trận đấu giữa đội một của Arsenal và đội dự bị của Arsenal đã trở thành trận bóng đá đầu tiên trên thế giới được truyền hình trực tiếp. Arsenal cũng xuất hiện trong lần đầu tiên lên sóng của chương trình Match of the Day của kênh BBC, khi chương trình đã chiếu những nét nổi bật của trận gặp Liverpool tại Anfield vào ngày 22 tháng 8 năm 1964. Trận đấu giữa Arsenal và Manchester United được phát sóng trên kênh truyền hình trả tiền BSkyB vào tháng 1 năm 2010 là lần đầu tiên phát sóng công khai một sự kiện thể thao dưới dạng truyền hình 3D.
Là một trong những câu lạc bộ bóng đá thành công nhất ở nước Anh, Arsenal thường có những nét đặc biệt khi bóng đá được miêu tả trong nền mỹ thuật nước Anh. Họ đã hình thành nên nền tảng của một trong những bộ phim sớm nhất về bóng đá, "Bí ẩn sân vận động Arsenal" (1939). Bộ phim nói về một trận đấu giao hữu giữa Arsenal với một đội bóng nghiệp dư, mà một trong các cầu thủ của họ bị ngộ độc khi tham dự trận đấu. Nhiều cầu thủ Arsenal xuất hiện trong bộ mặt của chính họ và huấn luyện viên George Allison đã có một phần phát biểu. Gần đây, cuốn sách Fever Pitch được viết bởi Nick Hornby là một cuốn tự truyện viết về cuộc sống của Hornby và mối liên hệ với bóng đá và Arsenal nói riêng. Được xuất bản vào năm 1992, cuốn sách đã ra đời trong bối cảnh mà bóng đá đang dần phục hưng và xây dựng lại vị thế trong xã hội Anh vào những năm đầu thập niên 1990. Cuốn sách này đã hai lần được chuyển thể thành phim. Năm 1997, một bộ phim nói về mùa giải 1988–89 mà Arsenal vô địch quốc gia; và một bộ phim ở Hoa Kỳ vào năm 2005 với một cổ động viên của đội bóng chày Boston Red Sox.
Arsenal thường có một lối chơi phòng thủ có những nét ấn tượng, nhưng có khía cạnh "nhàm chán", đặc biệt là vào những năm 1970 và 1980. Có nhiều diễn viên hài, chẳng hạn như Eric Morecambe, đã gây cười với các thông tin về kinh phí của câu lạc bộ. Chủ đề này đã được nhắc lại trong một bộ phim của năm 1997, The Full Monty, trong cảnh mà diễn viên chính di chuyển dọc đường biên và giơ tay, cố ý bắt chước trọng tài căng cờ báo bẫy việt vị do hàng phòng ngự Arsenal tạo ra; trong nỗ lực để diễn cho giống với những gì mà Arsenal đã thường làm. Trong một bộ phim tài liệu khác, chiến thuật phòng thủ của câu lạc bộ được nhắc đến trong bộ phim Plunkett & Macleane, trong đó có hai nhân vật có tên Dixon và Winterburn, tên của hai hậu vệ quan trọng một thời của câu lạc bộ, Lee Dixon và Nigel Winterburn.
Một chương trình hài kịch truyền hình ngắn năm 1991 đã mô tả lại những nét nổi bật từ bản phác họa lại với nhân vật Mr Cholmondly-Warner và Grayson nói về trụ sở của Arsenal năm 1933. Họ đã phóng đại những nét giống của các cầu thủ nghiệp dư của Liverpool vào năm 1991 (mặc dù chỉ là bản hư cấu lại).
Vào tháng 8 năm 2022, Amazon Prime Video đã phát hành loạt phim tài liệu dài tám tập có tên All or Nothing: Arsenal. Phim ghi lại hình ảnh câu lạc bộ bằng việc dành thời gian cho đội ngũ huấn luyện và cầu thủ ở hậu trường cả trong và ngoài sân cỏ trong suốt mùa giải 2021–22, khi họ là đội trẻ nhất tại Premier League với độ tuổi trung bình khi mới ra sân là 24 tuổi và 308 ngày - con số này trẻ hơn đội tiếp theo hơn một tuổi.

## Trong cộng đồng
Năm 1985, Arsenal thành lập một tổ chức cộng đồng mang tên "Arsenal in the Community" (tiếng Việt: Arsenal với cộng đồng), trong đó họ tổ chức các dự án thể thao, hòa nhập xã hội, phát triển giáo dục và từ thiện. Câu lạc bộ còn trực tiếp tham gia vào một số hoạt động từ thiện khác, và đến năm 1992 thành lập "The Arsenal Charitable Trust" (tiếng Việt: Quỹ Từ thiện Arsenal). Năm 2006, tổ chức này đã quyên góp được hơn 2 triệu Bảng cho quỹ từ thiện địa phương. Các cựu cầu thủ bóng đá chuyên nghiệp đã từng thi đấu cho câu lạc bộ cũng gây quỹ bằng cách tham dự các trận đấu từ thiện. Mùa giải 2009–10, Arsenal thông báo đã gây quỹ với số tiền kỷ lục 818.897 Bảng cho tổ chức từ thiện dành cho trẻ em ở bệnh viện Great Ormond Street. Mức quỹ dự tính trước đó là 500 nghìn Bảng.
Save The Children trở thành đối tác từ thiện toàn cầu của Arsenal từ năm 2011 và hai bên đã cùng nhau thực hiện nhiều dự án nhằm cải thiện an sinh và phúc lợi cho trẻ em bị tổn thương ở Luân Đôn và ngoài lãnh thổ nước Anh. Vào ngày 13 tháng 9 năm 2016, "The Arsenal Foundation" (tiếng Việt: Quỹ Arsenal) đã quyên góp 1 triệu Bảng, thu được từ trận đấu từ thiện với Milan Glorie trên sân vận động Emirates để xây dựng sân bóng cho trẻ em ở Luân Đôn, Indonesia, Iraq, Jordan và Somalia. Vào ngày 3 tháng 6 năm 2018, Arsenal sẽ có trận đấu với Real Madrid trong khuôn khổ 2018 Corazon Classic Match tại sân vận động Bernabeu, trong đó số tiền thu được từ trận đấu sẽ được sử dụng trong các dự án quyên trợ các trẻ em bị tổn thương do quỹ Real Madrid thực hiện. Hai đội gặp nhau trong trận lượt về trên sân vận động Emirates ngày 8 tháng 9 năm 2018, trong đó số tiền thu được sẽ được chuyển vào quỹ Arsenal.
Vào năm 2007 tại Pleiku, Việt Nam, Arsenal đã hợp tác với Học viện JMG và Tập đoàn Hoàng Anh Gia Lai để thành lập một học viện trẻ cho đội bóng thi đấu tại V.League 1 Hoàng Anh Gia Lai, học viện lấy tên Hoàng Anh Gia Lai Arsenal JMG</ref>Đức Đồng (ngày 13 tháng 3 năm 2024). "Dàn sao đời đầu của học viện HAGL giờ ra sao?". VnExpress. Truy cập ngày 1 tháng 2 năm 2025.</ref> và đã có một số cầu thủ từ Việt Nam được tham gia đào tạo cùng Arsenal; tuy nhiên 2 câu lạc bộ đã chấm dứt quan hệ đối tác vào năm 2017.  Ngoài ra, câu lạc bộ đã chính thức hợp tác với nhiều đội bóng khác ở nước ngoài bao gồm Richmond Strikers có trụ sở tại Virginia và Wadi Degla có trụ sở tại Cairo.

## Thống kê và kỷ lục

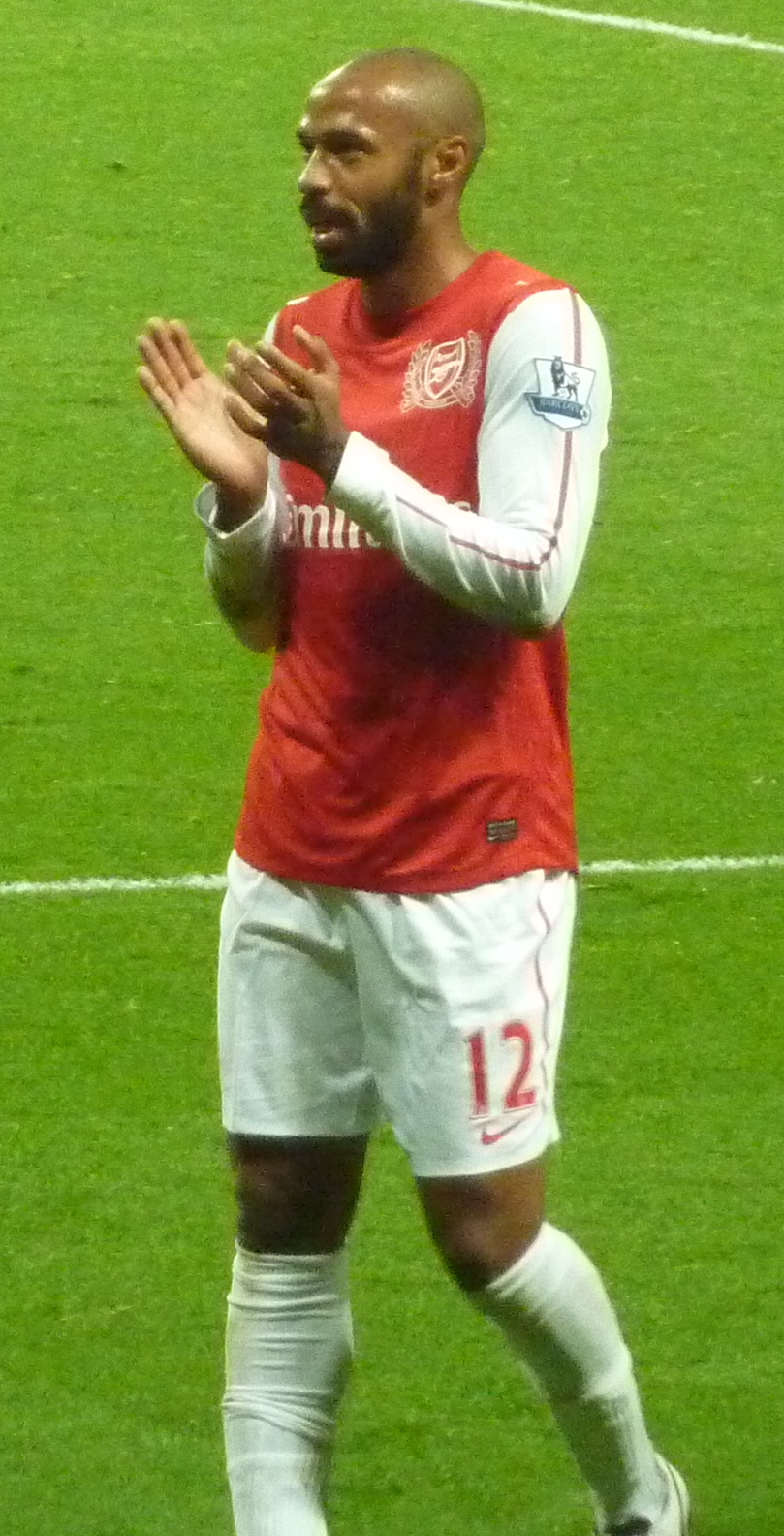
Thierry Henry là cầu thủ ghi bàn nhiều nhất của Arsenal, với 228 bàn thắng trong các giải đấu

Arsenal giành tổng cộng 13 chức vô địch quốc gia, đứng thứ ba chỉ sau Manchester United (với 20 chức vô địch) và Liverpool (18 chức vô địch). Họ là đội bóng giành được nhiều chiếc Cúp FA nhất trong lịch sử với 13 chiếc trong phòng truyền thống. Arsenal đã từng đoạt được ba cú đúp danh hiệu vô địch quốc gia và FA Cup (vào các năm 1971, 1998, 2002), thành tích này ngang bằng với Manchester United (vào các năm 1994, 1996, 1999), và họ cũng là đội bóng đầu tiên giành được cú đúp Cúp FA và Cúp Liên đoàn Anh (vào năm 1993). Arsenal cũng là câu lạc bộ Luân Đôn đầu tiên lọt đến một trận chung kết Champions League, vào năm 2006, lúc đó họ thua 1–2 trước Barcelona.
Arsenal là một trong những câu lạc bộ có một vị trí tốt nhất ở giải vô địch quốc gia trong lịch sử, với việc chỉ 7 lần kết thúc mùa giải ở vị trí từ 15 trở xuống. Họ là đội bóng có thứ hạng trung bình sau khi kết thúc mùa giải cao nhất thế kỷ XX, với thứ hạng trung bình là 8,5. Ngoài ra, họ là một trong sáu câu lạc bộ đoạt Cúp FA 2 lần liên tiếp, vào các năm 2002 và 2003; 2014 và 2015. Arsenal cũng giữ kỷ lục về số trận bất bại dài nhất trong khuôn khổ Giải bóng đá Ngoại hạng Anh với 49 trận, và là đội bóng duy nhất cho đến nay có một mùa giải bất bại ở giải đấu này (mùa giải 2003-04).
David O'Leary hiện đang nắm giữ kỷ lục số trận ra sân nhiều nhất cho Arsenal, với 722 trận đấu trong những năm 1975-1993. Người đồng đội, trung vệ và cũng là cựu đội trưởng của Arsenal, Tony Adams đứng thứ hai, với 669 lần ra sân. Thủ môn ra sân nhiều nhất cho Arsenal là David Seaman, với 564 lần.
Thierry Henry là cầu thủ ghi bàn nhiều nhất cho câu lạc bộ, với 228 bàn thắng từ năm 1999 đến 2007 và đầu năm 2012, vượt qua kỷ lục của Ian Wright với 185 bàn thắng lập được vào tháng 10 năm 2005. Kỷ lục của Wright đứng vững từ tháng 9 năm 1997 khi cầu thủ này vượt qua mốc 178 bàn của cầu thủ chạy cánh Cliff Bastin lập được vào năm 1939. Henry cũng là cầu thủ ghi bàn nhiều nhất tại giải vô địch quốc gia cho câu lạc bộ với 175 bàn, một kỷ lục mà Bastin đã lập và đứng vững tới tháng 2 năm 2006.
Kỷ lục về số cổ động viên dự một trận đấu trên sân nhà của Arsenal là 73.707 khán giả, trong trận cúp C1 châu Âu với RC Lens vào ngày 25 tháng 11 năm 1998, trên sân vận động Wembley, nơi mà trước đây đội bóng chơi các trận đấu tại cúp châu Âu vì những vướng mắc về sân vận động Highbury. Kỷ lục về số cổ động viên dự một trận đấu tại Highbury là 73.295 người, trong trận hòa 0–0 với Sunderland ngày 9 tháng 3 năm 1935. Còn đối với kỷ lục về số cổ động viên trên sân Emirates thì con số là 60.161 người, trong trận hòa 2–2 với Manchester United vào ngày 3 tháng 11 năm 2007.
Arsenal cũng đã làm nên kỷ lục của bóng đá Anh, khi trở thành đội bóng có nhiều mùa giải nhất tại giải vô địch quốc gia trong lịch sử (88 mùa giải tính đến 2014–15) và có chuỗi trận bất bại dài nhất tại giải vô địch quốc gia (với 49 trận từ ngày 7 tháng 5 năm 2003 đến 24 tháng 10 năm 2004). Chuỗi trận bất bại này bao gồm cả 38 trận đấu của mùa giải 2003–04, giúp Arsenal trở thành đội bóng thứ hai sau Preston North End (cách mùa giải đó 115 năm) có một mùa giải bất bại.
Arsenal cũng đã lập kỷ lục giữ sạch lưới tại cúp C1 châu Âu 2005–06 với 10 trận không để đối phương chọc thủng lưới. Họ đã có tổng cộng 995 phút không để thủng lưới, và kết thúc bởi bàn thắng của cầu thủ Barcelona, Samuel Eto'o ở phút thứ 76 trong trận chung kết.

## Cầu thủ

### Đội hình chính
Tính đến ngày 26 tháng 7 năm 2025
Ghi chú: Quốc kỳ chỉ đội tuyển quốc gia được xác định rõ trong điều lệ tư cách FIFA. Các cầu thủ có thể giữ hơn một quốc tịch ngoài FIFA.
| Số | VT | Quốc gia    | Cầu thủ                      |
| -- | -- | ----------- | ---------------------------- |
| 1  | TM | Tây Ban Nha | David Raya                   |
| 2  | HV | Pháp        | William Saliba               |
| 3  | HV | Tây Ban Nha | Cristhian Mosquera           |
| 4  | HV | Anh         | Ben White                    |
| 6  | HV | Brasil      | Gabriel Magalhães            |
| 7  | TĐ | Anh         | Bukayo Saka                  |
| 8  | TV | Na Uy       | Martin Ødegaard (đội trưởng) |
| 9  | TĐ | Brasil      | Gabriel Jesus                |
| 11 | TĐ | Brasil      | Gabriel Martinelli           |
| 12 | HV | Hà Lan      | Jurriën Timber               |
| 13 | TM | Tây Ban Nha | Kepa Arrizabalaga            |
| 14 | TĐ | Thụy Điển   | Viktor Gyökeres              |
| 15 | HV | Ba Lan      | Jakub Kiwior                 |
| 16 | TV | Đan Mạch    | Christian Nørgaard           |

| Số | VT | Quốc gia    | Cầu thủ              |
| -- | -- | ----------- | -------------------- |
| 17 | HV | Ukraina     | Oleksandr Zinchenko  |
| 19 | TĐ | Bỉ          | Leandro Trossard     |
| 20 | TĐ | Anh         | Noni Madueke         |
| 21 | TV | Bồ Đào Nha  | Fábio Vieira         |
| 22 | TĐ | Anh         | Ethan Nwaneri        |
| 23 | TV | Tây Ban Nha | Mikel Merino         |
| 24 | TĐ | Anh         | Reiss Nelson         |
| 28 | TV | Bỉ          | Albert Sambi Lokonga |
| 29 | TĐ | Đức         | Kai Havertz          |
| 31 | TM | Estonia     | Karl Hein            |
| 33 | HV | Ý           | Riccardo Calafiori   |
| 36 | TV | Tây Ban Nha | Martín Zubimendi     |
| 41 | TV | Anh         | Declan Rice          |
| 49 | HV | Anh         | Myles Lewis-Skelly   |

#### Cho mượn
Ghi chú: Quốc kỳ chỉ đội tuyển quốc gia được xác định rõ trong điều lệ tư cách FIFA. Các cầu thủ có thể giữ hơn một quốc tịch ngoài FIFA.
| Số | VT | Quốc gia | Cầu thủ |
| -- | -- | -------- | ------- |

### Đội dự bị
Ghi chú: Quốc kỳ chỉ đội tuyển quốc gia được xác định rõ trong điều lệ tư cách FIFA. Các cầu thủ có thể giữ hơn một quốc tịch ngoài FIFA.
| Số | VT | Quốc gia | Cầu thủ         |
| -- | -- | -------- | --------------- |
| 43 | TĐ | Hà Lan   | Ismeal Kabia    |
| 44 | HV | Albania  | Maldini Kacurri |
| 48 | HV | Anh      | Josh Nichols    |

| Số | VT | Quốc gia | Cầu thủ          |
| -- | -- | -------- | ---------------- |
| 53 | TĐ | Anh      | Charles Sagoe Jr |
| 78 | TM | Anh      | Jack Porter      |
| —  | TM | Anh      | Tommy Setford    |

### Cầu thủ xuất sắc nhất năm
Tính từ năm 2006 đến nay.
| Năm  | Người nhận giải           |
| ---- | ------------------------- |
| 2006 | Thierry Henry             |
| 2007 | Cesc Fàbregas             |
| 2008 | Cesc Fàbregas             |
| 2009 | Robin van Persie          |
| 2010 | Cesc Fàbregas             |
| 2011 | Jack Wilshere             |
| 2012 | Robin van Persie          |
| 2013 | Santi Cazorla             |
| 2014 | Aaron Ramsey              |
| 2015 | Alexis Sánchez            |
| 2016 | Mesut Ozil                |
| 2017 | Alexis Sánchez            |
| 2018 | Aaron Ramsey              |
| 2019 | Alexandre Lacazette       |
| 2020 | Pierre-Emerick Aubameyang |
| 2021 | Bukayo Saka               |
| 2022 | Bukayo Saka               |
| 2023 | Martin Ødegaard           |

## Đội ngũ kỹ thuật

### Ban lãnh đạo
Tính đến tháng 11 năm 2020.
| Vị trí             | Người phụ trách        |
| ------------------ | ---------------------- |
| Giám đốc           | Lord Harris of Peckham |
| Giám đốc           | Stan Kroenke           |
| Giám đốc           | Josh Kroenke           |
| Giám đốc           | Tim Lewis              |
| Giám đốc điều hành | Vinai Venkatesham      |
| Giám đốc kỹ thuật  | Edu Gaspar             |

### Ban huấn luyện
Tính đến tháng 8 năm 2020.
| Vị trí              | Người phụ trách    |
| ------------------- | ------------------ |
| HLV trưởng          | Mikel Arteta       |
| Trợ lý HLV          | Albert Stuivenberg |
| Trợ lý HLV          | Steve Round        |
| Trợ lý HLV          | Carlos Cuesta      |
| Trợ lý HLV          | Andreas Georgson   |
| Trợ lý HLV          | Miguel Molina      |
| HLV thủ môn         | Iñaki Caña Pavón   |
| Bác sĩ              | Gary O'Driscoll    |
| Giám đốc học viện   | Per Mertesacker    |
| Huấn luyện viên U23 | Steve Bould        |
| Huấn luyện viên U18 | Ken Gillard        |
| Huấn luyện viên U16 | Trevor Bumstead    |

### Huấn luyện viên trưởng
Có 20 huấn luyện viên chính thức và 6 huấn luyện viên tạm quyền trong lịch sử câu lạc bộ, kể từ khi họ bổ nhiệm Thomas Mitchell vào năm 1897. Huấn luyện viên có nhiệm kỳ dài nhất và có nhiều trận đấu nhất cùng câu lạc bộ là Arsène Wenger; ông cũng là huấn luyện viên có quốc tịch không phải Vương quốc Anh đầu tiên trong lịch sử câu lạc bộ. Hai vị chiến lược gia qua đời trong thời gian đương nhiệm là Herbert Chapman và Tom Whittaker.
| Các đời HLV trưởng của CLB \| - 1897-1898 Thomas Mitchell - 1898-1899 George Elcoat - 1899-1904 Harry Bradshaw - 1904-1908 Phil Kelso - 1908-1915 George Morrell - 1915-1919 James McEwen - 1919-1925 Leslie Knighton - 1925-1934 Herbert Chapman - 1934-1934 Joe Shaw - 1934-1947 George Allison - 1947-1956 Tom Whittaker - 1956-1958 Jack Crayston - 1958-1962 George Swindin \| - 1962-1966 Billy Wright - 1966-1976 Bertie Mee - 1976-1983 Terry Neill - 1983-1986 Don Howe - 1986-1986 Steve Burtenshaw - 1986-1995 George Graham - 1995-1995 Stewart Houston - 1995-1996 Bruce Rioch - 1996-1996 Stewart Houston - 1996-1996 Pat Rice - 1996-2018 Arsène Wenger - 2018-2019 Unai Emery - 2019-nay Mikel Arteta \| | |
| - 1897-1898 Thomas Mitchell - 1898-1899 George Elcoat - 1899-1904 Harry Bradshaw - 1904-1908 Phil Kelso - 1908-1915 George Morrell - 1915-1919 James McEwen - 1919-1925 Leslie Knighton - 1925-1934 Herbert Chapman - 1934-1934 Joe Shaw - 1934-1947 George Allison - 1947-1956 Tom Whittaker - 1956-1958 Jack Crayston - 1958-1962 George Swindin | - 1962-1966 Billy Wright - 1966-1976 Bertie Mee - 1976-1983 Terry Neill - 1983-1986 Don Howe - 1986-1986 Steve Burtenshaw - 1986-1995 George Graham - 1995-1995 Stewart Houston - 1995-1996 Bruce Rioch - 1996-1996 Stewart Houston - 1996-1996 Pat Rice - 1996-2018 Arsène Wenger - 2018-2019 Unai Emery - 2019-nay Mikel Arteta |

## Danh hiệu

### Quốc nội
- Cúp Vô địch Quốc gia (bao gồm Giải Hạng nhất trước 1992 và Giải Ngoại hạng Anh từ 1992)[29][217][218][219]
  - Vô địch (13): 1930–31, 1932–33, 1933–34, 1934–35, 1937–38, 1947–48, 1952–53, 1970–71, 1988–89, 1990–91, 1997–98, 2001–02, 2003–04
- Cúp FA[29][217][218][219]
  - Vô địch (14): 1929–30, 1935–36, 1949–50, 1970–71, 1978–79, 1992–93, 1997–98, 2001–02, 2002–03, 2004–05, 2013–14, 2014–15, 2016–17, 2019–20 (kỷ lục)
- Cúp Liên đoàn Anh
  - Vô địch (2): 1986–87, 1992–93
- Siêu cúp Anh[217][218][219][nb 6]
  - Vô địch (17): 1930, 1931, 1933, 1934, 1938, 1948, 1953, 1991 (chia sẻ danh hiệu), 1998, 1999, 2002, 2004, 2014, 2015, 2017, 2020, 2023
- Cúp Liên đoàn Thế kỷ[221][222]
  - Vô địch (1): 1988–89 (kỷ lục)
- Cúp giao hữu Luân Đôn[217][218][223][224][225]
  - Vô địch (10): 1921–22, 1923–24, 1930–31, 1933–34, 1935–36, 1953–54, 1957–58, 1961–62, 1962–63, 1969–70 (kỷ lục)
- Giải bóng đá khu vực Luân Đôn[217][218][219][226][227][228]
  - Vô địch (4): 1931, 1933, 1965, 1966 (kỷ lục)
- Giải bóng đá các câu lạc bộ phía Nam[229][230]
  - Vô địch (1): 1958–59
- London Senior Cup[218][231][232]
  - Vô địch (1): 1890–91
- Cúp bóng đá Luân Đôn[218][233]
  - Vô địch (1): 1890
- Kent Senior Cup[218][234]
  - Vô địch (1): 1890
- Premier League Asia Trophy
  - Vô địch (1): 2015

### Châu Âu
- UEFA Cup Winners' Cup
  - Vô địch (1): 1993–94[29]
- Inter-Cities Fairs Cup
  - Vô địch (1): 1969–70[29]

### Cú đúp
Arsenal đã giành được bốn cú đúp, bao gồm:
- Cú đúp vô địch quốc gia và Cúp FA: 1970–71, 1997–98, 2001–02
- Cú đúp vô địch Cúp FA và Cúp Liên đoàn Anh: 1992–93

## Đội nữ Arsenal

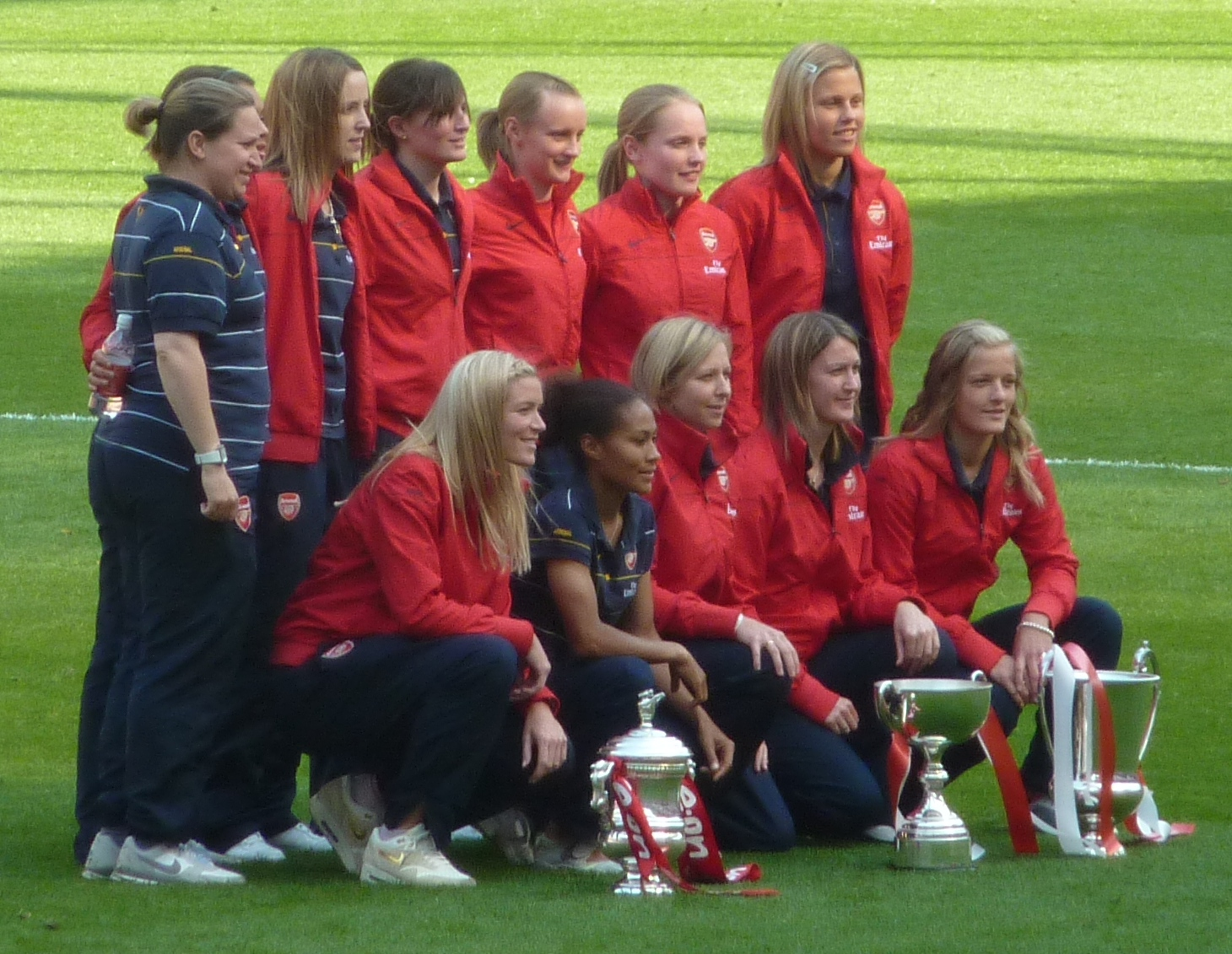
Đội nữ Arsenal năm 2008

Đội nữ Arsenal là câu lạc bộ bóng đá nữ tại Anh liên kết với câu lạc bộ Arsenal. Được thành lập năm 1987 bởi Vic Akers, đội nữ Arsenal trở thành câu lạc bộ bán chuyên nghiệp vào năm 2002, hiện đang thi đấu dưới sự dẫn dắt của Joe Montemurro.
Đội nữ Arsenal là đội bóng thành công nhất trong hệ thống bóng đá nữ của nước Anh. Mùa giải 2008–09, các cô gái Arsenal đã giành cú ăn ba danh hiệu ở nước Anh: FA Women's Premier League, FA Women's Cup và FA Women's Premier League Cup. Họ là câu lạc bộ nữ duy nhất của nước Anh cho đến nay giành được UEFA Women's Champions League (mùa giải 2006–07). Mặc dù đội bóng nam và đội bóng nữ Arsenal hoạt động độc lập với nhau nhưng cả hai vẫn có mối liên quan chặt chẽ. Đội nữ Arsenal được chơi bóng tại sân Emirates một lần mỗi mùa, còn lại họ chơi các trận sân nhà ở Boreham Wood. Tính đến thời điểm hiện tại, đội nữ Arsenal đã giành 46 danh hiệu trong ba mươi năm lịch sử câu lạc bộ.

## Chú giải
1. ↑  Là một núm ở phần cuối của một khẩu pháo, được lắp vào nòng súng, được đi kèm để kiểm soát sự bắn của khẩu pháo.
2. ↑  Ngoại trừ hai trường hợp ở mùa bóng 1894-95.
3. ↑  Tiếng Anh là Alternative Investment Market; Viết tắt: AIM. Đây là một thị trường được thiết kế đặc trưng cho các công ty mới và đang phát triển tại Anh.[150]
4. ↑  "Sân vận động Arsenal" là một tên gọi khác để gọi sân vận động Highbury.
5. ↑  Các đội bóng Anh không được dự cúp châu Âu sau thảm họa ở sân vận động Heysel của nước Bỉ, thảm họa đã khiến cho 39 cổ động viên thiệt mạng trong trận chung kết cúp C1 giữa Liverpool và Juventus năm 1985.[173] 4 năm sau, vào năm 1989, thảm hoạ Hillsbrough làm 96 cổ động viên thiệt mạng và hơn 150 người khác bị thương tại trận bán kết cúp FA giữa Liverpool và Nottingham Forest.[174] Chính vì thế mà bóng đá Anh vào cuối những năm 1980 bị suy yếu và xuống cấp rất trầm trọng, sau đó được phục hồi lại bắt đầu từ những năm 1990.
6. ↑  Bao gồm cả giai đoạn với cái tên FA Charity Shield (trước 2002) và FA Community Shield (từ 2002).[220]